# 中国南方航空
中国南方航空（英語：China Southern Airlines，港交所：1055、上交所：600029），简称南航，是中国大陆三大国有航空公司之一，总部设在广东省广州市，主要提供中國大陸境內、兩岸四地和国际航空客运、货运及邮运服务。旗下设有新疆、四川、北方、北京、深圳、海南、西安、黑龙江、吉林、大连、湖北、湖南、广西、河南以及珠海直升机等分公司和厦门航空、汕头航空、贵州航空、珠海航空、重庆航空、南航河南航空等6家附属公司。并持有四川航空39%股份，為其第二大股東。2024-2025年度ESG全球航企排名位居前1%。
中国南方航空（包含旗下控股公司）是目前中国最大的航空公司，南航的运输飞机规模、航线网络数量、年客运量都长期处于中国首位。在2013年，中国南方航空的旅客运输量达9180万人次，货邮运输量128万吨，运输总周转量175亿吨公里，分别占中国民航总量的30.2%、20.5%、24.4%。以载客总量计，2010年中国南方航空以全年运输旅客8000万人次位居中国第一、世界第三，仅次于美国航空及达美航空，为当年全亚洲载客量及飞机数量最多的航空公司。2011年10月14日，空中巴士公司向南航交付首架空客A380客机，使得南航成为中国唯一一家、全球第七家营运空中巴士A380飞机的航空公司和全球第一家同时营运A380与B787的航空公司。
南航的股权由中國南方航空集团直接和通过下属公司（共50.24%+9.01%+0.07%），香港及境外私募投资者（H股）（21.94%）和国内公众投资者（A股）（18.74%）组成。截至2010年12月南航共有雇员65085名。
根據英國獨立品牌評估與諮詢公司Brand Finance發佈的“2018年全球最有價值航空公司品牌50強”排行榜中，南航位列第六名，獲得AAA-品牌評級，居中國航空公司首位。

## 历史

### 早期发展
中国南方航空的业务最早可追溯至1950年5月，中国民航局在广州设立南航的前身——军委民航广州办事处，并于1959年1月正式成立民航广州管理局，负责中南五省（广东、广西、湖南、湖北、河南）的航空客货销售。1969年，民航广州管理局组建运输服务队，开始管理及调配自己的机队。在改革开放前，一直实施半军事化管理。 
1984年，中国民航局进行重组，将其业务部门分拆为4个主要的航空公司，其中民航广州管理局下辖「中国南方航空公司」，并于1991年2月1日正式挂牌成立，作为民航广州管理局在进行业务经营活动时对外使用的名称。期间公司逐渐开展了对外交流及拓展业务：1990年，南航与香港和记黄埔、美国洛克希德共同组建了「广州飞机维修工程有限公司」（GAMECO）；至1991年，南航共有38架波音飞机飞往90个国内航点及12个国际航点，年发送旅客量达600万人次。

### 体制改革
1992年12月20日，中国民用航空局实施体制改革，中国南方航空公司与民航广州管理局正式分开，成为自主经营、自负盈亏的经济实体，直属中国民用航空局。原民航广州管理局改为民航中南管理局，不再进行民航的经营业务活动，仅从政策上对其进行监督与管理。1993年1月，中国南方航空公司被国家批准更名为「中国南方航空（集团）公司」，并以公司为核心企业组建中国南方航空集团。同年，南航还与波音签署了订购6架波音777客机的订单，包括4架777-200型及2架777-200ER型。
1994年，中国政府开放了外商进入中国航空公司的可能性，南航与美国方面迅速就此事展开谈判。为了提高其经营水平及盈利能力，南航与美国营运商签订了工作人员培训及飞机维护的协议，以期最终实现在纽约证券交易所上市。同年南航的年收入翻了一番，但由于公司发展所带来成本影响，利润并没有明显的增加。
南航的首架波音777于1995年12月28日交付使用，这也使其成为中國首家拥有此机型的营运商。其首个洲际航线为广州经北京至阿姆斯特丹，于1996年正式开办
。1997年，南航又开设了一条越太平洋的洲际航线：广州至洛杉矶，班号为CZ327，因此成为航空史上首个以波音777进行横跨太平洋的双发延程飞行的航空公司。三年后，南航的波音777开始被部署到悉尼和墨尔本的航线中。尽管公司从一开始便致力于发展国际营运，但国内营运的收入比例仍占总收入的80%以上。为此南航于90年代中期开始签署一系列的代码共享协议，以进一步提高国际营运能力。
1995年3月，公司为进一步转变经营机制，建立现代企业制度，中国南方航空（集团）公司更名为南方航空（集团）公司，同时成立了全资子公司中国南方航空股份有限公司并由其继承南航集团的航空运输相关业务、资产及负债，南航集团则保留非航空运输相关业务、资产及负债。为了适应快速发展的需求，中国南方航空开始进入资本市场，以优化其财务结构。1997年7月，公司成功在纽约及香港的证券交易所同步上市，募得超过7亿美元的资金。公司随后于2003年也在上海证券交易所上市。

### 并购发展
2000年7月，中国民用航空局宣布，其直接管理的10家航空公司将整合为中国三大航空集团：中国国际航空、中国东方航空和中国南方航空。8月4日，南航率先收购中原航空。
2001年先后并入新疆航空、中国北方航空及其下属北亚航空和天鹅航空的国内业务；此外，南航还先后增持了中国众多航空公司的股票，目前为厦门航空（55%）及重庆航空（60%）的控股公司，并且是四川航空（39%）的股东之一。
2003年9月29日，南航向空中客车订购了4架A330-200系列客机，这是中国航空器材集团公司于同年4月签署的30架飞机订单的一部分。首架飞机于次年2月28日交付，从而使南航成为中国大陆首家A330的营运商。而就在此前的1月28日，南航又与空中客车签署了订购5架A380-800型飞机的订单，这也是该机型从中国获得的首份订单，并计划于2008年北京奥运会期间投入使用。同时，中国政府也与波音签署了订购60架7E7系列客机的订单，将分别配属包括南航在内的6家中国航空公司，计划于2008年至2010年间交付。然而由于交付延误，这些飞机都未能如期在北京奥运会前交付，首架南航A380已在2011年抵达广州，被波音正式命名为波音787的7E7系列则仍未有确切的交付时间。
2004年11月，中国南方航空完成全部收购，同年实现运送旅客2800万人次，成为世界十大航空公司之一，并且在中国所有的航空公司中拥有最大型的机队和最多的基地、最广泛的国内飞行网络、以及最高的飞行频率。其优良客运服务在当年获美国优质服务科学协会授予全球优质服务荣誉——“五星钻石奖”，也获旅游传媒《TTG》颁发的“中国最佳航空公司”奖项。
2005年春節期間，中國南方航空成為首批執行台商春節包機的中國大陸航空公司之一。1月29日上午8时正，搭载234名台商的南航CZ3097班机由广州白云国际机场起飞，并于9时20分首先降落台北中正国际机场，成為1949年中国内战结束后首架合法降落台灣的中國大陸飛機。3年后的2008年7月4日，搭载230名乘客的一架南航A330飞机再次首先降落台北，與先前的直航包機不同的是，兩岸所有合法旅客皆可乘機往返。
2009年8月13日，中国南方航空台湾分公司在台北成立，南航成为首批在台湾取得营业执照并正式成立分公司的大陆企业。
2012年9月24日，南方航空與國企河南民航發展投資公司訂立合資合同協議成立合資公司中国南方航空河南航空有限公司，以拓展在河南的航空及配套業務，註冊資本為60億元，南航將出資36億元（人民幣，下同），佔合資公司60%的權益。合資公司的經營期限為20年，經營期限屆滿前一年內，經合資公司股東同意，可以延長經營期限。

### 国际化
2006年10月19日，南航向波音订购了6架波音777货机，以支持跨太平洋航线营运的增长需求。首架飞机已于2009年12月3日交付，南航成为中国内地首家、全球第四家营运该机型的航空公司。同年12月30日，中國南方航空開通由北京經迪拜至尼日利亞拉各斯的航班，是東亞首條定期往來西非國家的客運航班。该航线曾受全球金融危机和国际油价大幅波动的影响而停航，但在2009年4月11日成功复航。
2007年9月6日，南航宣布其向波音增购了55架新一代波音737-700和波音737-800以扩大其机队规模。这些飞机将在2011年5月至2013年10月间交付。届时南航将可能成为世界上最大的波音737营运商。10月23日，南航又与空中客车就购买10架A330-200飞机签订合同，后者将于2010年3月至2012年8月完成交付，合同总值约16.77亿美元。
随着中国加入世界贸易组织，面临航空运输全球化竞争的中国南方航空开始寻求加入航空联盟。2004年8月28日，南航与天合联盟签署了合作谅解备忘录，开始内部入盟准备工作，并最终于2007年11月15日正式加入，成为天合联盟的第11位成员，以及中国大陆首家加入国际航空联盟的航空公司。同年，南航的客运量超越全日空和日本航空，成为亚洲规模最大的航空公司。公司还宣布将在广州和北京两个枢纽机场加大国际航线的比例，以适应快速增长的国际业务需求。南航货运公司亦于2010年11月加入天合联盟貨運。
2009年6月25日，中国南方航空公司和广州亚组委在广州举行签约仪式，正式成为2010年亚洲运动会的官方合作伙伴，为来自亚洲45个国家和地区的运动员、裁判员、政府官员和媒体记者提供航空服务。
2010年1月20日，南航又与空中客车签订了购买20架A320系列飞机的协议，按目录价格计算，每架飞机7690万美元，交易总金额15.38亿美元（约合人民币105亿元）。该批飞机将于2011年至2013年期间交付。同年3月，中国南方航空在上海及香港增发了价值107.5亿元人民币（约合15.7亿美元）的新股，用以支付未偿还贷款。12月，南航为子公司厦门航空引入新股东，并注资14.6亿元人民币，以期进一步提高厦门航空的经营管理水平和盈利能力。
2011年1月25日，中国南方航空获Skytrax颁授“四星级航空”证书，成为中国首个获评四星级的国有大型航空公司，也是目前营运规模最大的四星级航空公司；6月22日，又获颁Skytrax 2011年度进步最快航空公司荣誉。同年南航先后新增奥克兰、第比利斯、温哥华等航点，其中广州-奥克兰航线为中国民航首条直飞新西兰的航线。而在中国-澳大利亚航线上，南航运力所占的份额比例已达52%，成为中澳航线的最大承运人。2011年10月15日中国南方航空公司在首都机场接收了第一架空客A380，成为中国首家、全球第七家营运空客A380飞机的航空公司。
2013年6月2日，中国南方航空公司在广州新白云机场接收了中国第一架从艾弗雷特佩恩机场发出的波音787，这意味着南航是中国首家营运波音787飞机的航空公司，也是全球首家同时营运波音787和空客A380的航空公司。
中国南方航空于2014年3月引进波音777-300ER，同年8月6日用其开通广州至纽约肯尼迪机场的不经停航班，该航线长度12878公里，飞行时间16小时05分，是中国民航史上最长的航线。
2018年11月15日，中国南方航空发布公告，决定自2019年1月1日起不再续签天合联盟协议。有分析称南航此次退出该组织是为了未来加入寰宇一家而做的准备。
2019年1月，卡塔尔航空宣布购买南航5%的股份，成为南航在海外最大股东。
2020年1月1日，南方航空正式退出天合聯盟。南航稱會與聯盟內的成員保持合作關係，但不包括東方航空。成都商報稱，東方航空積極與聯盟內其他成員建立戰略合作關係。天合聯盟創始會員美國達美航空向東航投資4.5億美元，東航也投資3.75億歐元向達美購入另一創始會員法荷航集團的股份。三者互相進行投資及控股，使南航逐漸被邊緣化，最終退出聯盟。相应的，寰宇一家成员美国航空、卡塔尔航空亦有购入南方航空股份；2022年11月23日，彭博通訊社報道指中國南方航空已就尋求加入由英國航空及美國航空主導的寰宇一家展開談判。但极有可能被寰宇一家创始成员国泰航空一票否决，因国泰航空可能担心海航旗下香港航空进一步分食香港市场，曾在海南航空申请加入寰宇一家联盟时行使一票否决权。因此南航目前未加入任何世界三大航空聯盟，並主要發展多方航司合作關係，如與美國航空、英國航空簽訂航空合作協議，繼續保持由中華航空主導的大中華攜手飛成員資格，以及與四川航空發展南川聯合快線等多方航空合作夥伴戰略。
2019年，中国民航局安排包括中国南方航空在内的一批航空公司由北京首都国际机场移至北京大兴国际机场，并于2019年初规划转场方案。在于2019年10月27日开始的2019年冬春航季中，南航有13条航线转场至大兴机场。2020年8月25日，因首都机场西跑大修，南航提前开启整体转场计划，将东北、西北等方向的航班由首都机场转移至大兴机场运行；同年10月25日，南航提前1个航季完成转场，将往来北京的航班全部转场至大兴机场。
2021年9月15日，中国南方航空股份有限公司工程技术分公司挂牌成立，南航12家属地分公司维修单位人员和资产同步成建制划入该公司。

## 文化

### 标志
公司的标志由一朵抽象化的大红色木棉花衬托在宝石蓝色的飞机垂直尾翼图案上组成。木棉花（又名攀枝花）是中国南方特有的花卉，并從1982年開始一直是廣州市（南航总部所在地）的市花，也是四川省攀枝花市的市名，象征坦诚、热情的风格。由于标志造型与大白菜近似，因而南航亦被航迷昵称为“白菜航空”。

### 制服
中国南方航空目前空中乘务员的制服正式启用于2006年，为南航历史上的第四套制服。这套制服由法国设计师Stephane Soh（史提浦·苏）设计，内容包括夏装、春秋装、冬季大衣和围裙多个款式，品种包括西装、衬衣、马甲、裤子、外套、风衣等。这套制服的制作面料均由日本和意大利进口，每套服装的制作费用约为7000元人民币。制服采用两种基调色，其中，乘务长为天青蓝色，乘务员为玫粉红色。

### 公益活动
2005年，中国南方航空在出资2000万元人民币创立南航“十分”关爱基金会。南航按照每年运送旅客数量从每张机票款中捐出10分钱注入该基金，并用作投入助学兴教、扶贫济困、赈灾救援、抗击疫情等社会公益活动。目前，南航还每年定期捐助国内20所高等院校，用于资助生活贫困、品学兼优的大学生。2006年在胡润百富发布的“2006中国慈善企业榜”上，南航作为企业公民名列第37位。

### 机身图案
南航也会将其部分飞机涂上特色图案，主要用作宣传及推广。
1997年初，中国首架波音777-200ER（南航内部称为77B）飞机交付南航使用，南航随即启动双发飞机跨太平洋商业飞行计划，在一架注册号为B-2057的飞机前腹喷涂醒目的“越太平洋延程飞行 TRANSPACIFIC ETOPS FLIGHT”字样，以显决心（后南航所有的777-200ER，除B-2056因喷上天合联盟彩绘外，均在机腹喷涂上该图案）。
2006年，广汽丰田斥资500万元人民币在南航一架注册号为B-2051的波音777-21B客机上喷涂广告，为期一年，为其当时面世的新车型凯美瑞（Camry）作推广。
2009年6月16日，为推广天合联盟形象，南航一架编号为B-2056的波音777-21BER客机涂上“天合联盟”涂装，并命名为“天合联盟号”。此后，从2011年2月起，南航先后将12架客机（包括空客A320、A321、A330系列及波音737、777-300ER），喷涂为“天合联盟”涂装。但随着2018年11月南航宣布退出天合联盟，自2019年3月起，12架天合联盟彩绘客机逐步恢复为标准涂装，新出厂的飞机机身也不再喷涂天合联盟标志。
2009年11月16日，作为2010年广州亚运的官方合作伙伴，南航将一架注册号为B-6057的空客A330-243客机命名为“亚运号”，负责亚运圣火的运送。该机被涂以这次亚运会吉祥物“祥和如意乐羊羊”的全机彩绘，以天空的湛蓝色和云朵的洁白色为主色调。该客机于2017年12月恢复为标准涂装。
2012年4月16日，南航广州总部接收一架全新的波音737-71B客机B-5283，其为波音公司制造的第4000架737NG客机，在机身前部两侧均喷有“4000th Next Generation 737”图案。
2013年6月2日，南航第一架波音787由波音艾弗雷特工廠飛抵廣州白雲機場。而此前，南航已在即將交付的787上推出“夢想之翼”特別塗裝，垂直尾翼仍然保留藍底紅棉圖案，惟機身圖案已改為展翅騰飛的淺藍色羽翼。此后，其它交付给南航的787系列客机（包括2018年起交付的787-9），均统一喷涂梦想之翼涂装，也是目前南航机队里面唯一一批采用非标准涂装的机型。
2017年9月，为配合新款广汽三菱欧蓝德的推广，南航将湖南分公司的一架空客A320-214客机B-6255，喷涂为“欧蓝德奇妙之旅”涂装。
2018年12月15日，南航广州总部接收一架全新的波音787-9梦想客机B-1168，其为波音生产的第787架787，故机身上除继续保留“梦想之翼”涂装外，公司名称下方还喷上了红色“787TH”及蓝色“BOEING 787”英文、“第787架波音787”中文字样。
2018年12月20日，南航将当时调入广州总部不久的一架波音737-81B客机B-1520，机身贴上“蒙娜丽莎瓷砖”品牌贴纸作为推广，并于2019年1月1日执行首个商业航班（CZ3443，广州—成都）。
2018年11月下旬，南航对外宣布，将为贵州航空的客机涂上专门设计的“蜡染画”彩绘，图案则以贵州风景名胜梵净山蘑菇岩和黄果树瀑布为主题。同年12月，贵州航空的一架波音737-81B客机B-6068，在执行完广州—宜昌航班后入库喷涂彩绘，并于2019年1月9日执行调机兼首个商业航班（CZ3304，宜昌—广州）。2019年4月，贵州航空的另一架波音737-81B客机B-6069，也喷涂了同样的彩绘。
为推广广东地方特色文化，南航设计了专门的“广东荔枝”彩绘。2020年5月13日，广州总部的一架空中客车A330-323客机B-8870，在执行完CZ3082（曼谷—广州）航班后入库喷涂彩绘，并于5月17日晚执行首个商业航班（CZ325，广州—悉尼）。
2021年4月23日，由珠海市委宣传部主办，珠海市交通运输局、珠海市文化广电旅游体育局协办，南航珠海航空公司、珠海传媒集团承办的“青春之城 活力之都”珠海航空主题号客机命名及创意设计征集活动启动仪式在珠海举行，预期在下半年完成两架主题客机的喷涂并投入运营。同年8月30日，南方航空的一架波音737-86N客机B-1700，在执行完CZ3830（杭州—广州）航班后入库，喷涂“青春珠海号”彩绘，以珠海航展飞机剪影、珠海大剧院（日月贝）及青山碧水等元素作为主体。“青春珠海号”于9月19日试飞，并于9月22日执行首个商业航班（CZ3201，广州—西安），随后于9月28日开幕的第十三届珠海航展中进行静态展示及飞行表演。同年11月1日，另一架波音737-86N客机B-1781，在执行完CZ3664（济南—广州）航班后入库，喷涂“活力珠海号”彩绘，以中华白海豚、港珠澳大桥和蓝色海洋等元素作为主体。“青春珠海号”于11月21日试飞，并于11月23日执行首个商业航班（CZ5588，广州—珠海）。该航班同时为中国内地民航史上距离最短的载客商业航班，其IATA标准里程为115公里，实际全程用时32分钟。
为宣传2022年于上海举办的第46届世界技能大赛，2021年11月23日，广州总部的一架波音777-31BER客机B-2007，在执行完CZ3532（上海虹桥—广州）航班后入库喷涂“上海世赛号”彩绘。其以“世赛蓝”为主色调，以吉祥物“能能”和“巧巧”、中国传统的榫卯作为核心图案，并在机身中部喷绘上海、京津冀地区及粤港澳大湾区的城市地标，寓意中国将以更高、更开放的姿态迎接每个具有工匠精神的选手，让每个匠心梦想都能自由飞扬、绽放光芒。“上海世赛号”于12月14日试飞，并于12月16日上海世赛开幕倒计时300天之际，执行首个商业航班（CZ3537，广州—上海虹桥）。
为宣传2022年于海口举办的第二届中国国际消费品博览会，2022年2月23日，海南分公司的一架空中客车A321-231客机B-1625，在执行完CZ6775（海口—广州）航班后，进入GAMECO机库喷涂“消博号”彩绘。机身上喷涂着以海南独有、世界上最稀有的灵长类动物——海南长臂猿为原型的消博会吉祥物“元元”和“宵宵”，机身左右两侧前部和尾部分别以宇航猿、国内双循环、潜水猿和种植猿形象展示。此次喷涂耗时9天，机身颜色多达70多种，远超以往南航彩绘飞机的纪录。3月13日，在2022年消博会倒计时30天当日，“消博号”执行首个商业航班（CZ6774，广州—海口）。
以下列出中国南方航空现存及曾经的彩绘机：

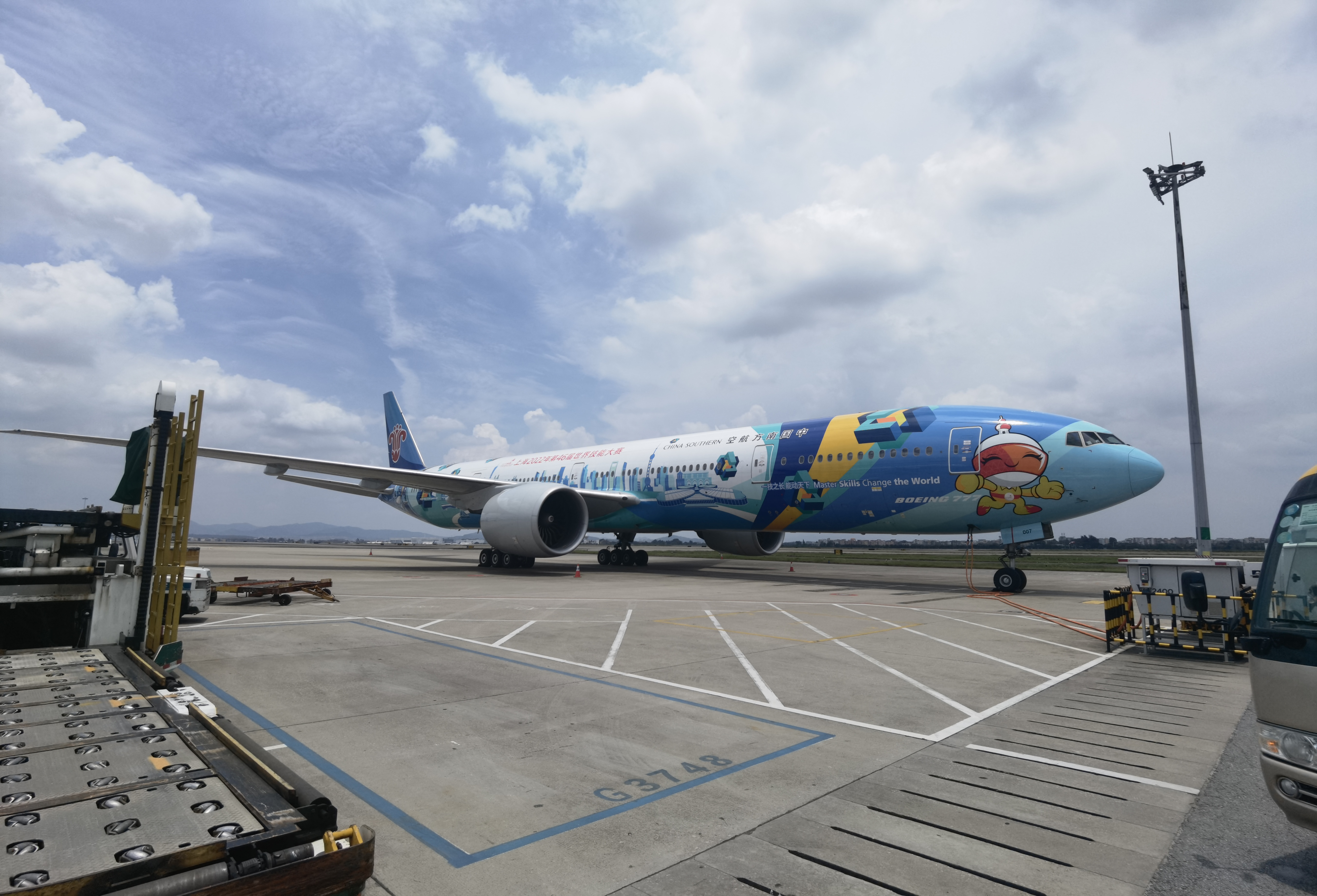
上海世赛号彩绘的波音777-300ER
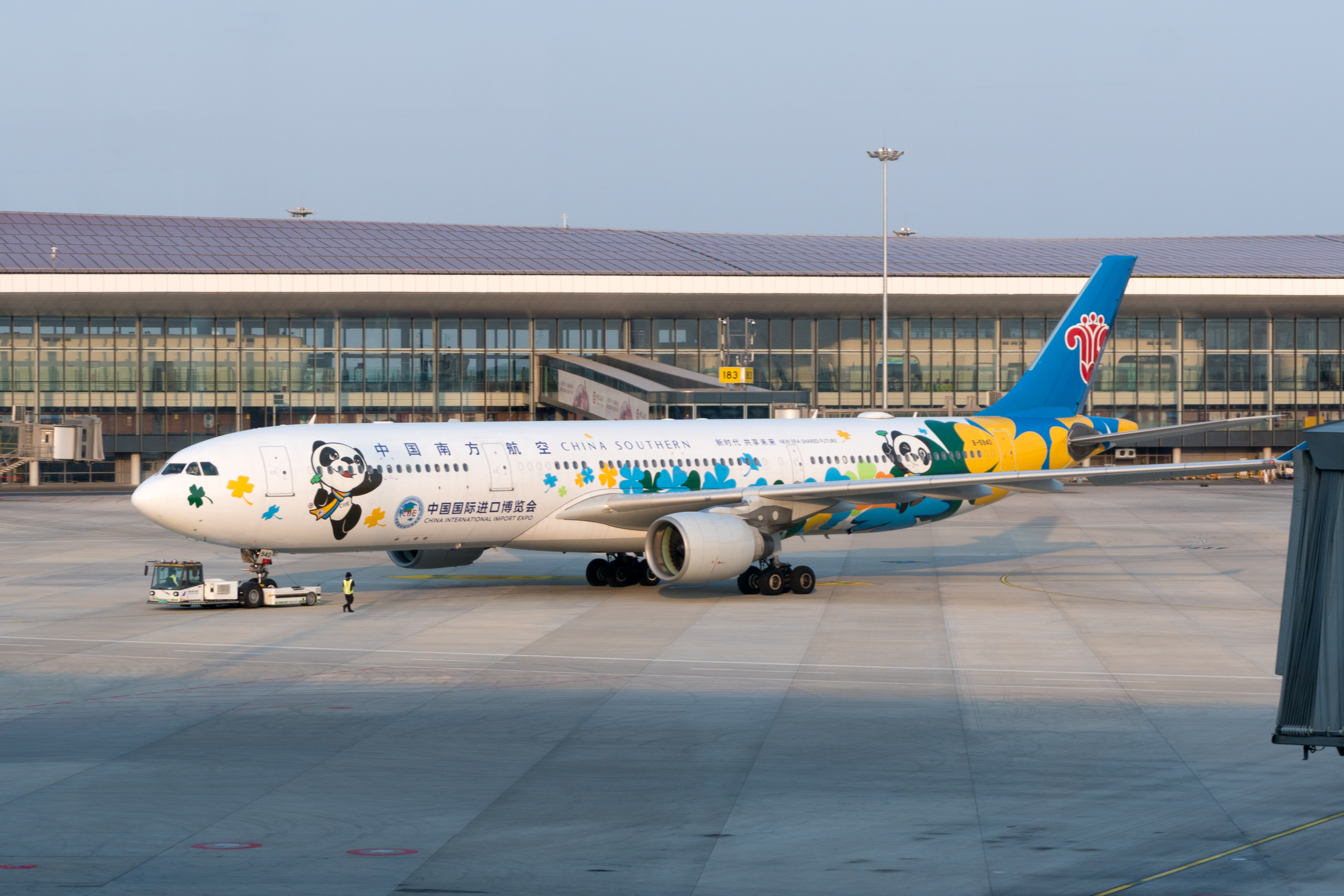
空中客車A330-300“进博号”
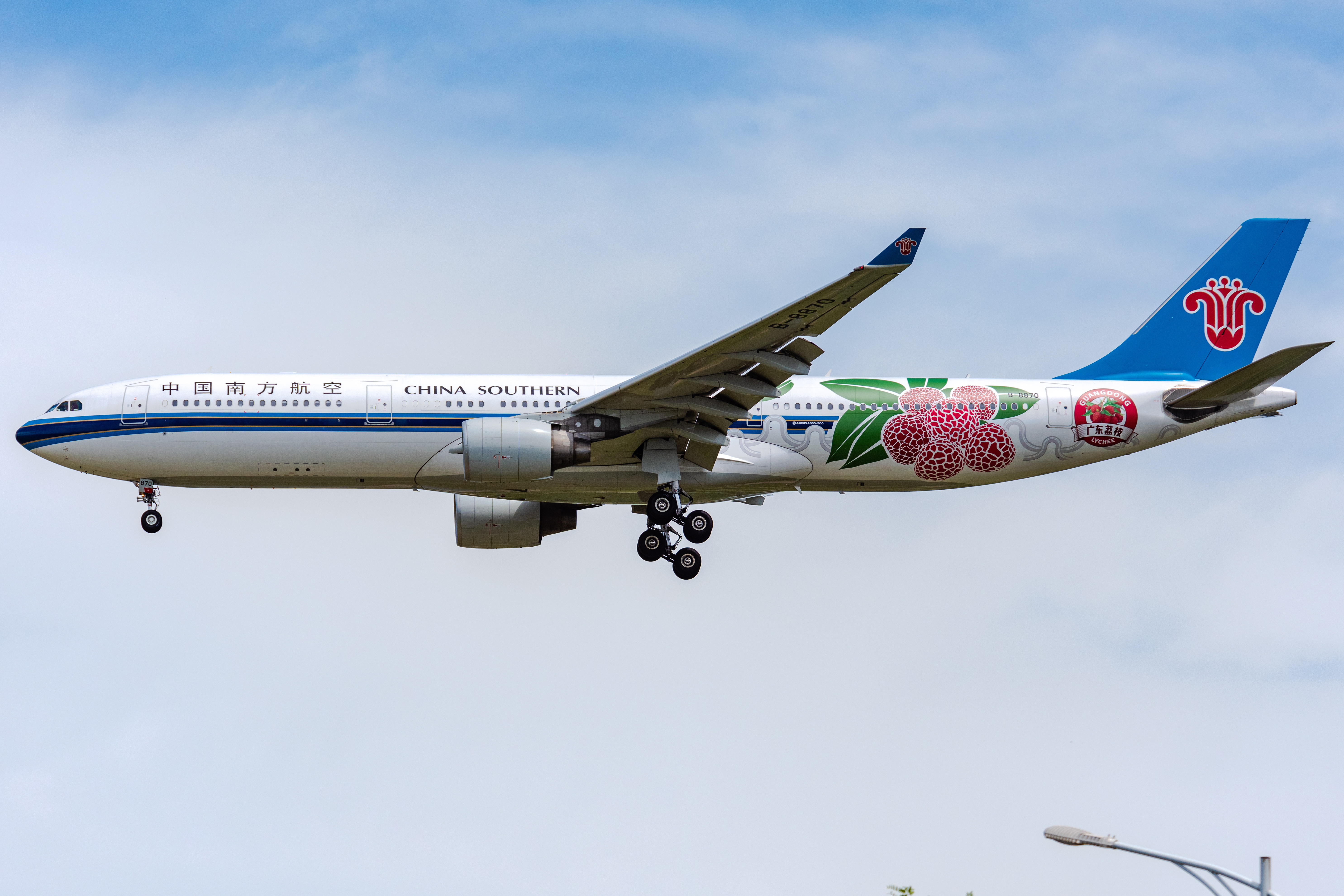
南航空中客車A330-300“廣東荔枝號”
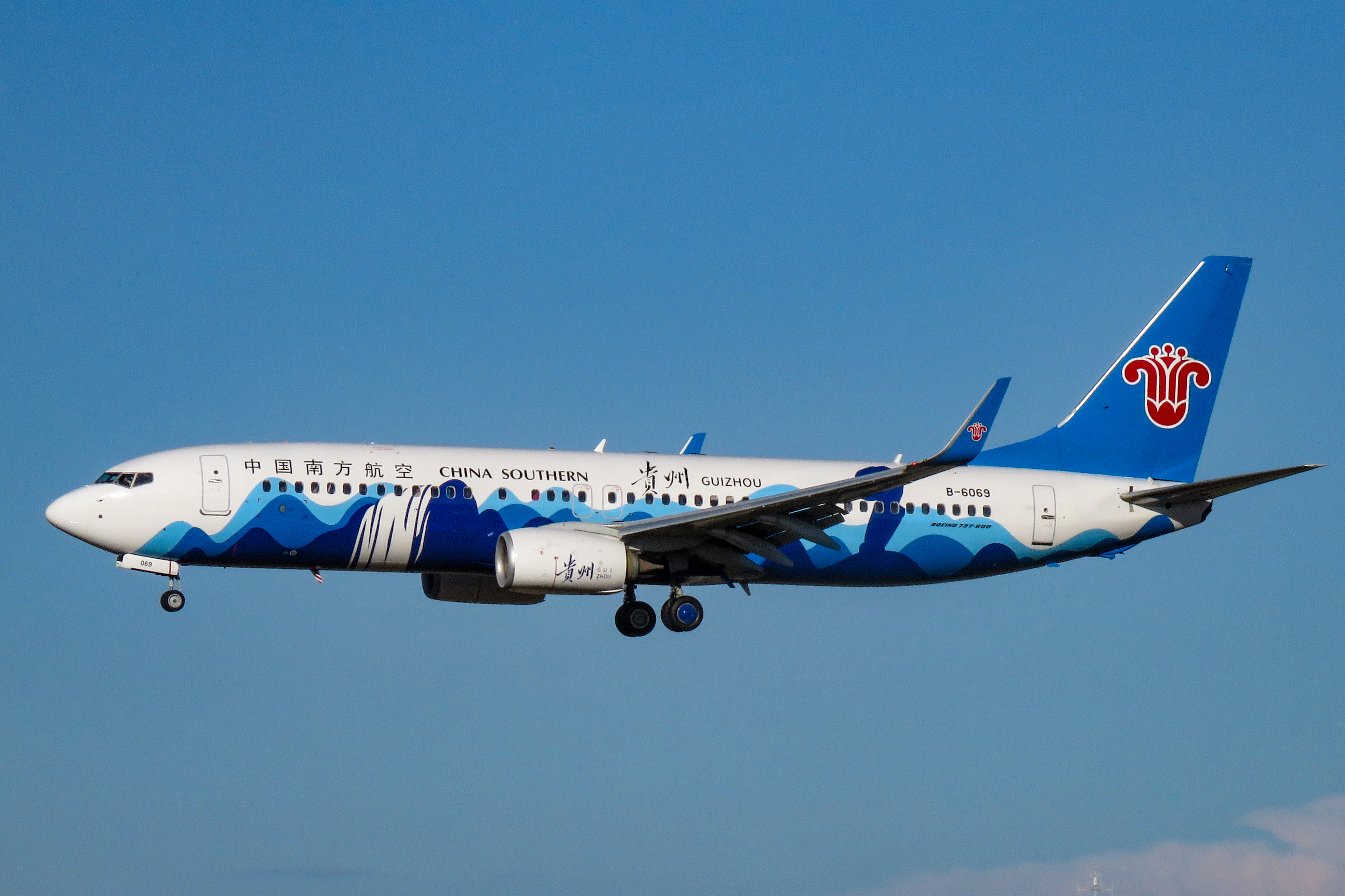
贵州蜡染山水彩绘涂装的波音737-800
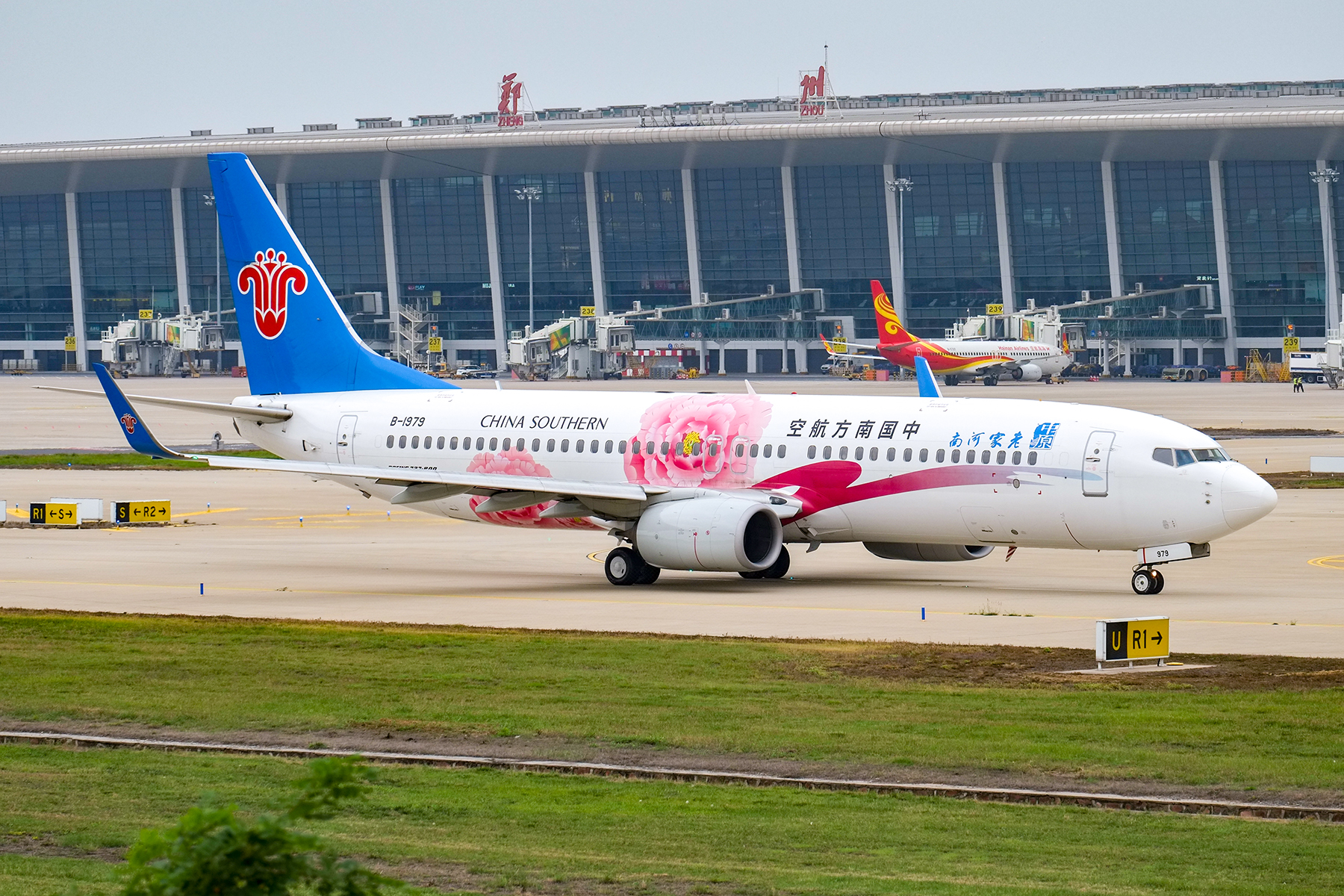
老家河南彩绘涂装的波音737-800
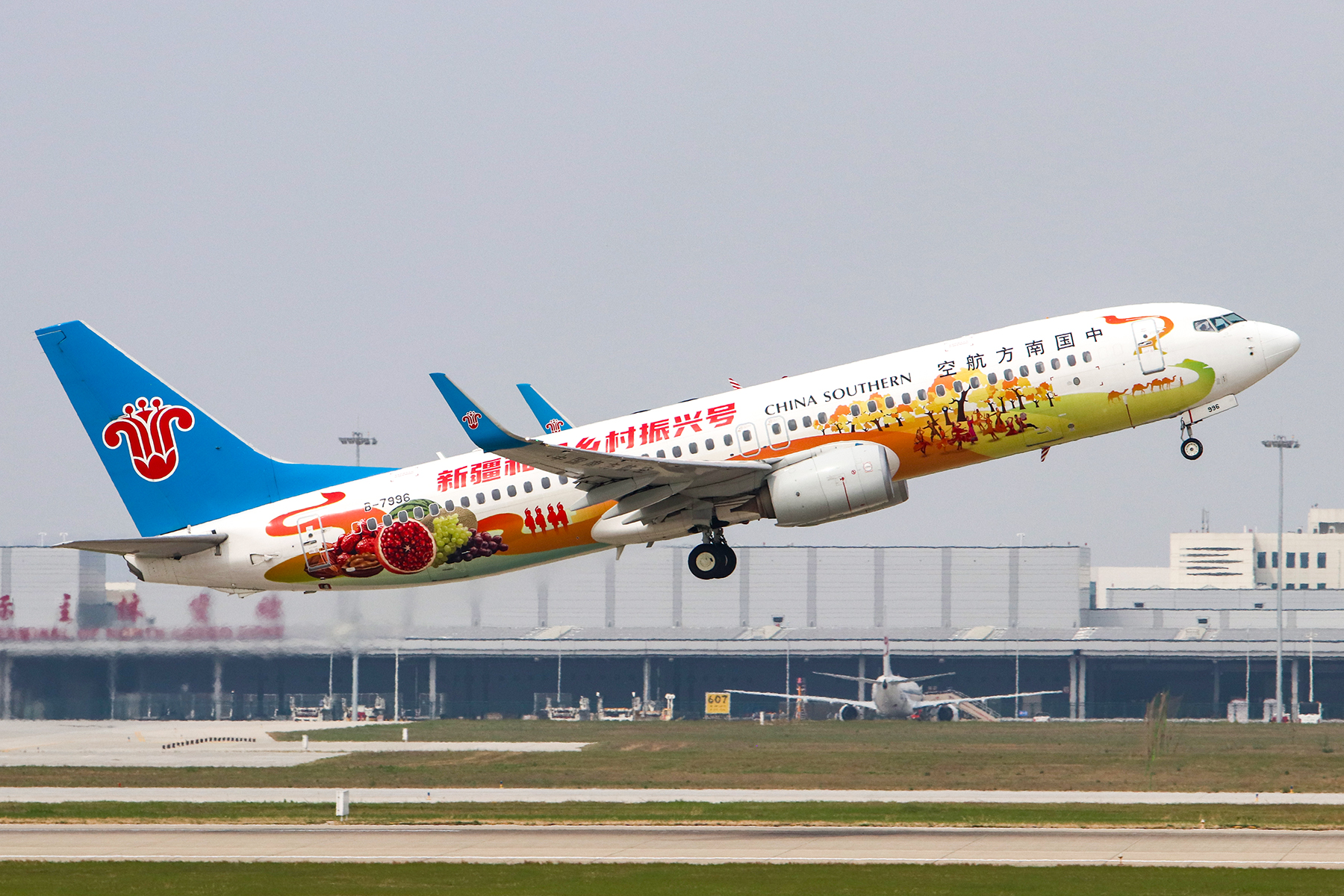
波音737-800“新疆和田乡村振兴号”

## 服务

### 机上服务
除了头等舱、公务舱及经济舱的设置，南航于2010年3月18日在其国内航线上正式推出高端经济舱，成为中国首家在客机上增设高端经济舱的航空公司。新增设的高端经济舱比普通经济舱的座位多出40%的空间，将原经济舱座椅的前后间距由31英寸扩大为35至37英寸，并根据机型大小设置了24至53个高端经济舱座位，通过加装门或隔帘分离出专门的区域。共有约300架南航客机在2010年7月前完成改造，总计7000个高端经济舱座位投入市场。
下表为南航各舱位的订票代号及飞行里程累计比例（2020年7月20日起）：
| 客艙級別   | 訂票代號                                    | 可登記的飞行里程奖励比例（适用于南航明珠俱乐部及天合联盟部分成员航空公司常旅客会员） | 可登記的升级航段 |
| ---------- | ------------------------------------------- | ------------------------------------------------------------------------------------ | ---------------- |
| 头等舱     | F                                           | 300%                                                                                 | 3                |
| 公务舱     | J C D I                                     | 250% 200% 150% 125%                                                                  | 2.5 2            |
| 明珠经济舱 | W S                                         | 125% 75%                                                                             | 1.5 1            |
| 经济舱     | Y B、M、H、P K、U、L、A、Q E、V、Z、T、N、R | 125% 100% 75% 25%                                                                    | 1.5 1 0.75 0.25  |

南航在其部分长程客机上提供便携式机上娱乐设备（Portable Multimedia Device，简称PMD），共设有空中影院、电视剧场、音乐时空、蓝天书屋等8个栏目。乘客可在当中的几十部电影、多部电视剧、上百首歌曲和中外文学名著中任意选择。其余多数客机则维持提供广播制式的音频及视频系统。机上阅读物主要有南航官方发行的《南方航空》、《雲中往来》（頭等艙及商務艙）、《nihao 空中之家》和《南方航空报（精英生活）》等，其中《南方航空》创刊于1985年，现每月平均发行量达到22万册。国际航班还提供机上免税品售卖服务，品种包括香烟、化妆品及酒类。
南航为头等舱旅客提供中餐、西餐，8种以上的饮料酒水；为经济舱配备5种以上饮料酒水，统一定制的餐食。短程航班一般仅提供轻食。由广州始发的国内航线大部分航班头等舱和商务舱旅客还可进行网络订餐服务。

### 登机服務
南航的登机手续除了在人工柜台办理外，亦可通过机场自助设备、登陆南航网站、移动客户端、微信小程序和发送手机短信办理。机场自助设备在2009年6月29日起逐渐更换为采用通用自助服务（Common Use Self-Service，“CUSS”）平台的NCR TouchPort自助值机亭。这种值机设备不仅提供为团体、散客办理乘机手续的服务，更可进行航班信息查询、里程补登、电子登机牌扫描以及里程查询等多项延伸服务。网络办理登记手续则开通了由中国境内61座城市及境外的首尔和吉隆坡出发的航班。2013年1月30日，南航在国内首次推出微信值机业务。
2014年8月12日起，凡乘坐南航国内航班从广州白云国际机场始发，且没有托运行李的旅客，可提前办理网络值机并选定座位，到达机场后直接到机场各国内安检通道使用二代身份证，即可通过安检登机，无需前往机场登机柜台兑换登机牌。未来，南航还计划在上海虹桥、浦东、深圳、成都、西安、昆明、北京等机场推广此项服务。

### 南航明珠俱乐部
南航的飞行常客奖励计划是南航明珠俱乐部（Sky Pearl Club）。明珠俱乐部会员除了在南航和南航旗下航空公司如廈門航空、重慶航空的航班上累积和兑换里程，还可在四川航空、美國航空、中華航空、英國航空、法國航空等眾多合作航空公司的航班上累积和兑换里程，所累积里程均可记入明珠精英会员升级里程和航段中。此外，明珠俱乐部还与其他酒店、汽车租赁、信用卡、电信公司等合作，提供里程兑换及增值服务。

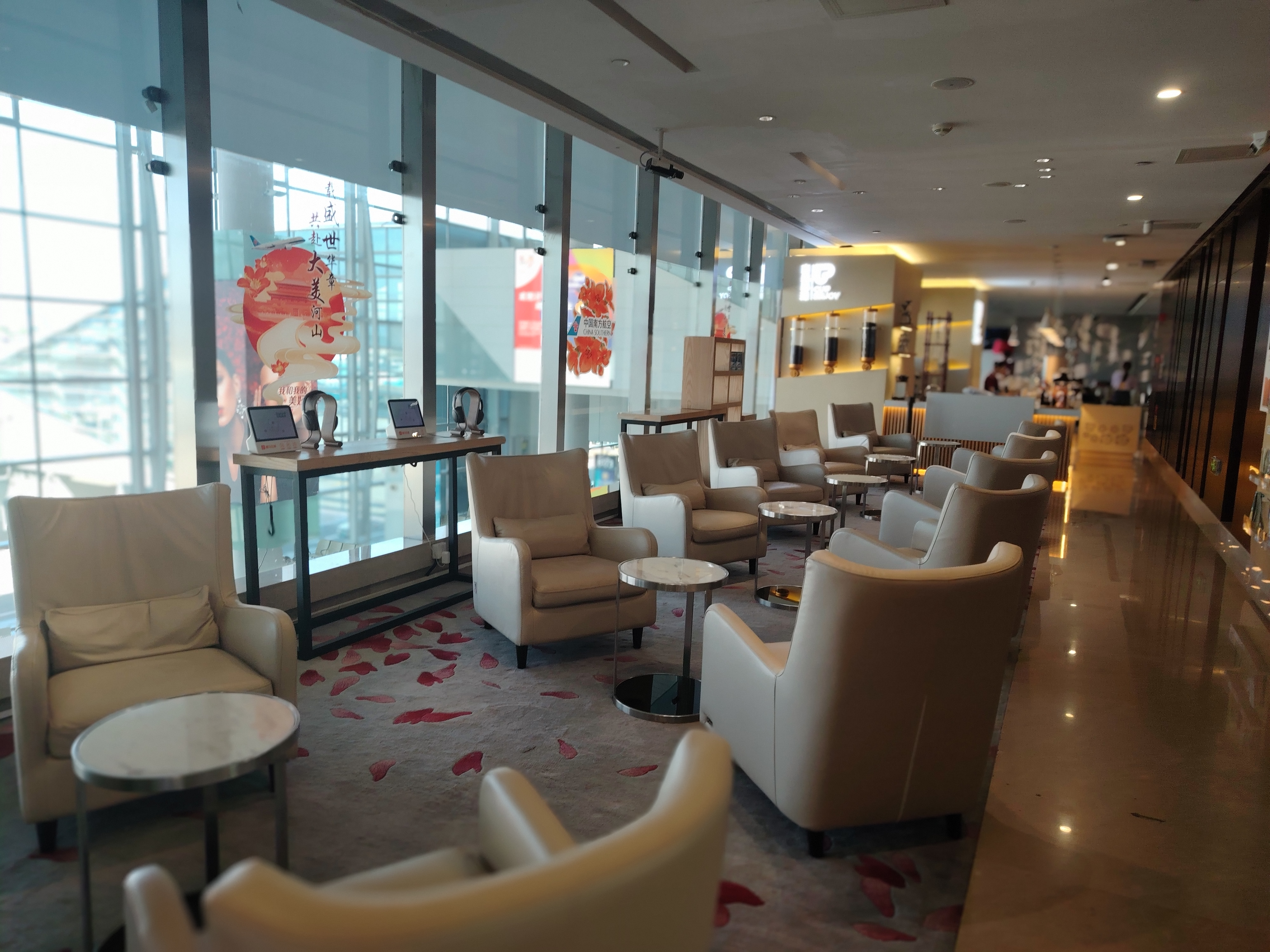
广州白云机场南航明珠两舱贵宾厅

南航亦在各主要的大中型机场设立了贵宾休息室，提供閱讀室、健身室、浴室、酒吧及餐廳等設施。在与南航签有贵宾休息室使用协议的机场，乘客若是明珠金、银卡会员或者持有头等舱机票、公务舱机票，即可使用南航的贵宾休息室。 南航明珠金卡会员还可额外邀请一名当天同是乘坐南航航班的乘客共同进入头等舱休息室。
自2019年6月1日起，南航宣布额外增加专门针对2-11岁旅客的飞行常客奖励计划掌上小明珠（Little Pearl On The Palm）。新的儿童飞行常客计划除可以按成人里程计划100%累积外，其里程累积没有有效期限制，且家人出行无论父母有无标准卡均可以齐享优先值机与优先登机等权益。
| 级别     | 级别           | 银卡                                           | 金卡                                           | 铂金卡                                                     |
| 升级标准 | 升级里程       | 4万公里                                        | 8万公里                                        | 16万公里                                                   |
| 升级标准 | 升级航段       | 20个指定航段                                   | 40个指定航段                                   | 80个指定航段                                               |
| 权益     | 经济舱座位保障 | 航班起飞前72小时提出                           | 航班起飞前48小时提出                           | 航班起飞前24小时提出                                       |
| 权益     | 优先候补       | 第三顺位                                       | 第二顺位                                       | 第一顺位                                                   |
| 权益     | 优先托运       | 仅限本人                                       | 本人及一名同行人                               | 本人及两名同行人                                           |
| 权益     | 专属柜台       | 本人在精英会员柜台                             | 本人及一名同行人在精英会员柜台                 | 本人及两名同行人在南航两舱或精英会员区域                   |
| 权益     | 额外行李       | 计重：10公斤 计件制：1件                       | 计重：20公斤 计件制：1件                       | 计重：30公斤 计件制：1件                                   |
| 权益     | 贵宾休息室     | 仅限本人进入南航精英会员休息室                 | 本人及一名同行人可共同进入南航精英会员休息室   | 本人及两名同行人可共同进入两舱休息室                       |
| 权益     | 快速安检       | 无                                             | 无                                             | 仅限部分机场                                               |
| 权益     | 远机位贵宾车   | 无                                             | 无                                             | 仅限部分机场                                               |
| 权益     | 国内座位优选   | 选座费用给予豁免                               | 选座费用给予豁免                               | 本人与同一订座编码下的同行人的选座费用给予豁免             |
| 权益     | 国际座位优选   | 选座费用给予豁免                               | 选座费用给予豁免                               | 选座费用给予豁免                                           |
| 权益     | 优先登机       | 仅限本人                                       | 本人及一名同行人                               | 本人及两名同行人                                           |
| 权益     | 优先升舱       | 可在休息室购买升舱产品                         | 可在休息室购买升舱产品                         | 可在休息室购买升舱产品                                     |
| 权益     | 精英里程       | 标准里程的15%                                  | 标准里程的30%                                  | 标准里程的50%                                              |
| 权益     | 中转酒店       | 银卡服务标准                                   | 金卡服务标准                                   | 两舱服务标准                                               |
| 权益     | 航班不正常     | 餐食、住宿、赔偿方面享受银卡标准相应的服务待遇 | 餐食、住宿、赔偿方面享受金卡标准相应的服务待遇 | 餐食、住宿、赔偿方面享受两舱标准相应的服务待遇，并保证优先 |

## 机队
2010年底，南航运输旅客7646万人次，位列亚洲第一、全球第三。截至2018年11月，南航已拥有大中型客货运输飞机574架，机队规模居亚洲第一、世界前六。
从2011年9月开始，世界上最先进的空中客车A380大型客机和波音787远程客机，都陆续加盟南航，南航也成為首間投入運作前述兩種機型的中國航空公司。
2017年底，南航旅客運輸量超過1.26億人次，機隊規模和旅客運輸量均居亞洲第一、世界第四。
2018年6月，南航榮獲中國民航飛行安全最高獎“飛行安全鑽石二星獎”，是中國國內安全星級最高的航空公司。
2023年，南航实现连续安全飞行3000万小时，率先在全行业获得中国民航“飞行安全钻石三星奖”，是国内安全星级最高的航空公司，保持着国内航空公司最好的安全纪录，安全管理水平处于国际领先地位。
南航曾在1990年起陆续引进营运过6架波音767-300ER ，随着其订购的波音777开始交付使用，从1996年起开始陆续退租波音767，至1998年全部退租。1992年，南航又引入了支线客机萨博340B，并于1997年全数转让至山东航空。2008年10月27日，作为麦道MD-82在中国最后的营运商，南航终于退役了其最后12架MD-82型客机，正式结束了MD-82在中国的营运。南航计划以更高效的空中客车A321取代他们。2014年12月1日，南航首批跨越太平洋飞行的波音777-200ER正式退役，由波音777-300ER取代。
北京时间2017年5月8日12点10分，随着南航最后一架注册号为B-2959（隶属河南公司）的波音737-300型客机完成了它的最后一次航班任务，该客机降落在郑州新郑国际机场，正式宣布退役，结束了波音737-300型客机在南航乃至大中华地区民航客运领域的飞行历程。而此前同属南航河南公司，注册号为B-2575和B-2574的波音737-300型客机也已经宣布退役。
北京时间2018年5月20日，中国（包括國泰航空）第三架、也是南航第一架及最后一架波音777-200（注册号B-2051）执飞完CZ6902航班降落北京首都国际机场后正式宣布退役，自此南航777客运机队统一为波音777-300ER。B-2051于北京时间7月7日凌晨从广州白云国际机场调机，前往美国封存、拆解。
北京时间2019年6月29日13点52分，南航首架空中客车A350-900（注册号B-308T）降落于广州白云国际机场，这标志着南航成为继中国国际航空、四川航空、中国东方航空、海南航空后，中国大陆第五家运营A350 XWB客机的航空公司。
截至2022年3月，中国南方航空有以下机型在役，平均机龄为8.3年：

### 客运机队

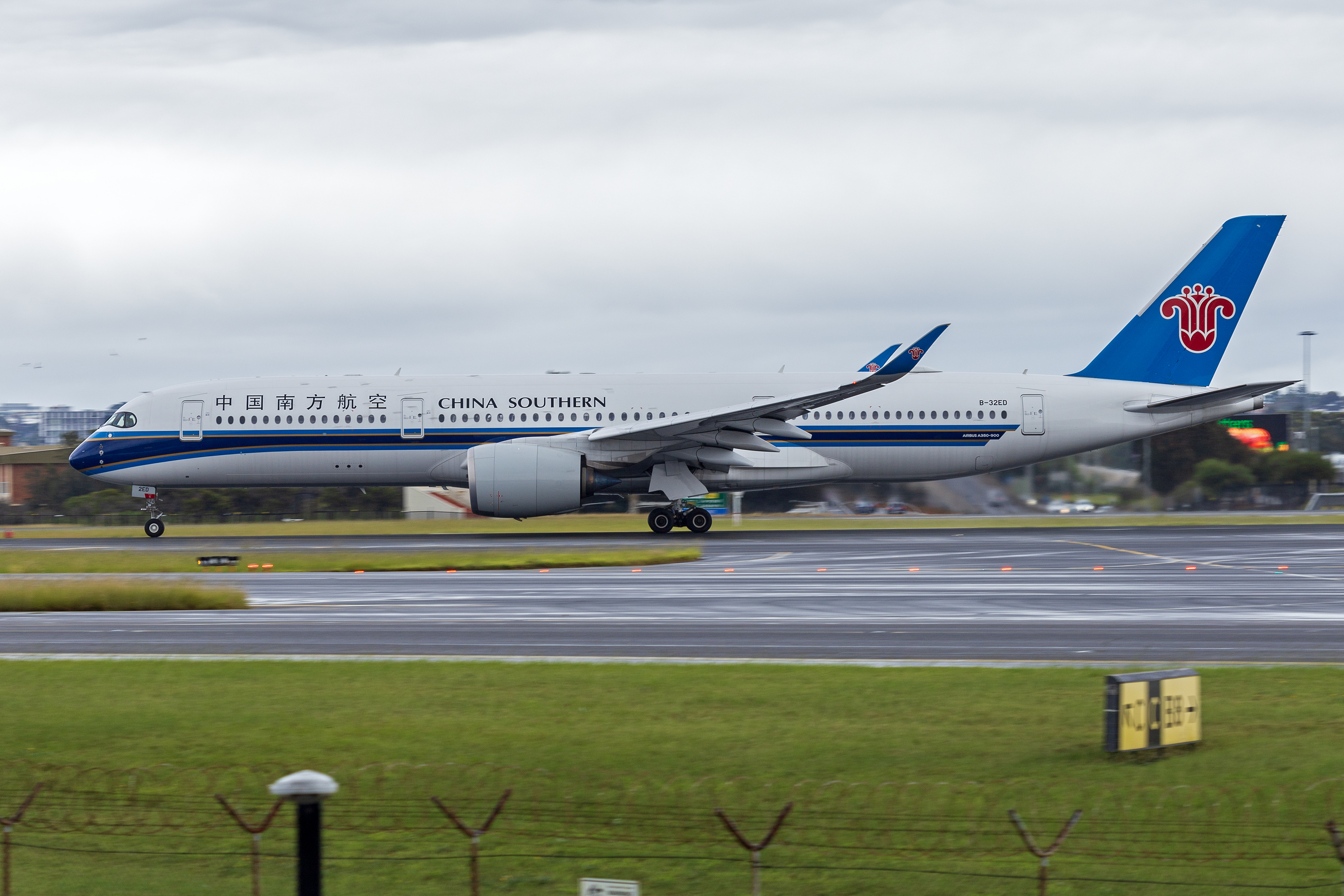
南航空中巴士A350 XWB飞机于悉尼机场
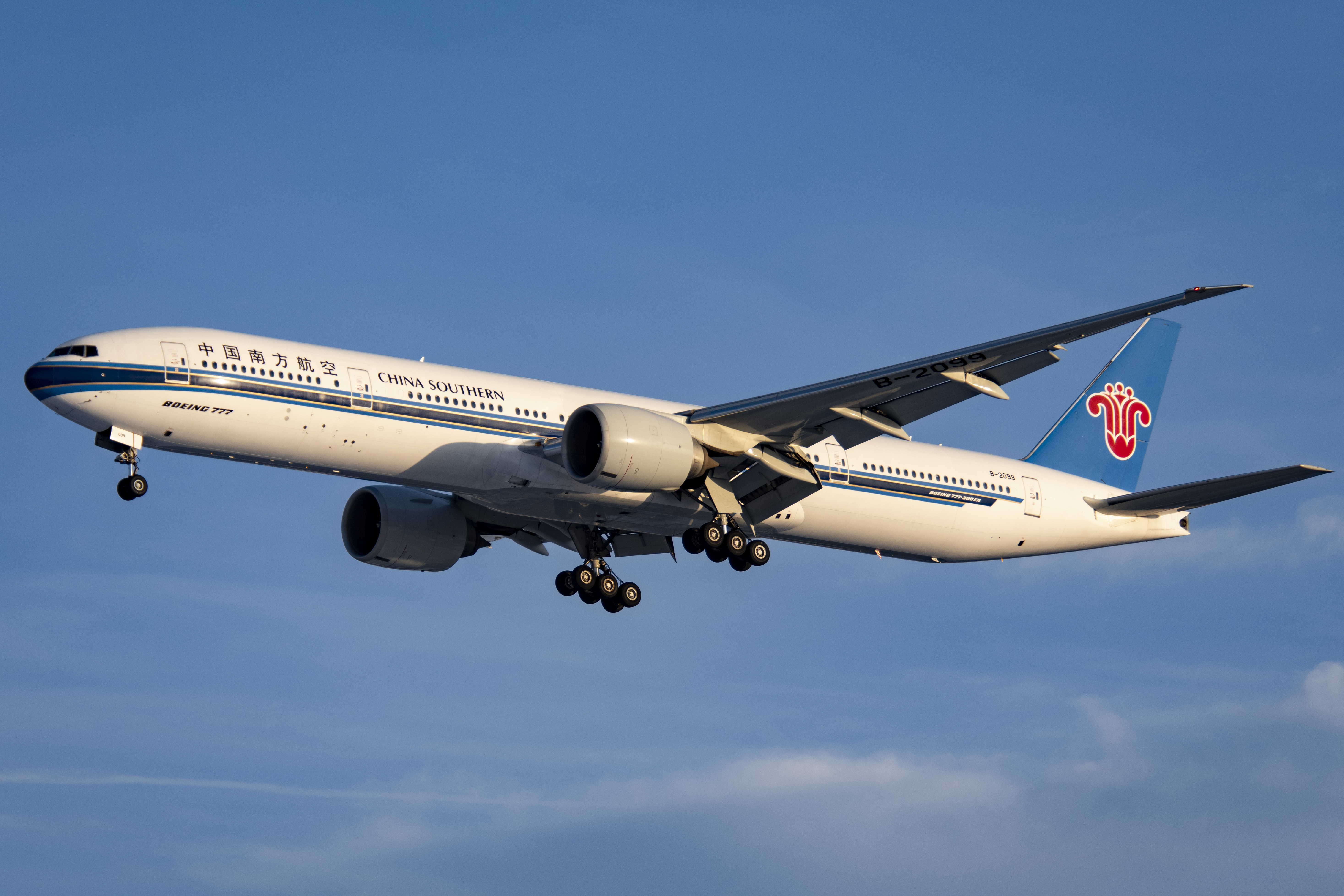
南航第一架波音777-300ER于北京首都国际机场进近
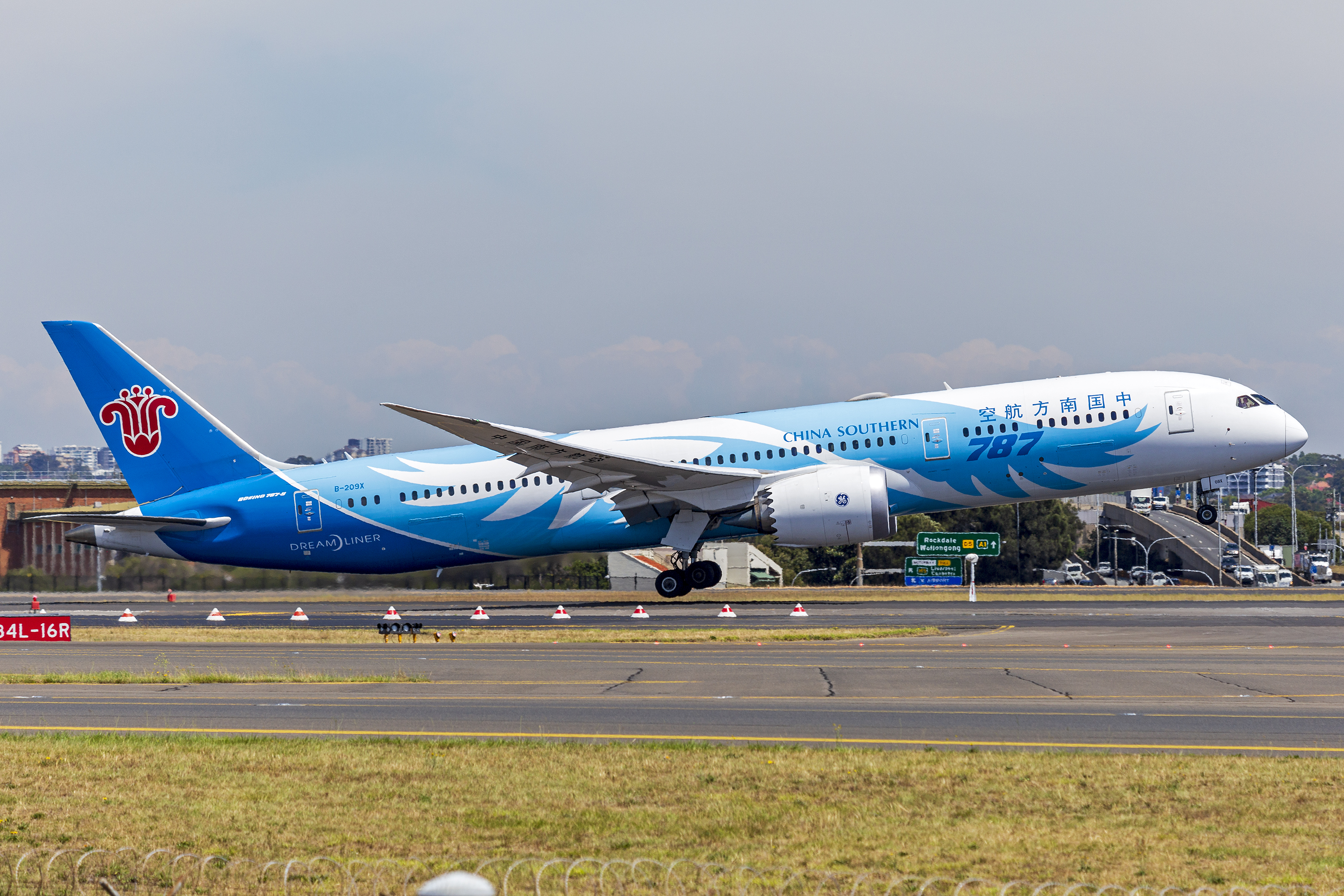
南航波音787-9於悉尼机场
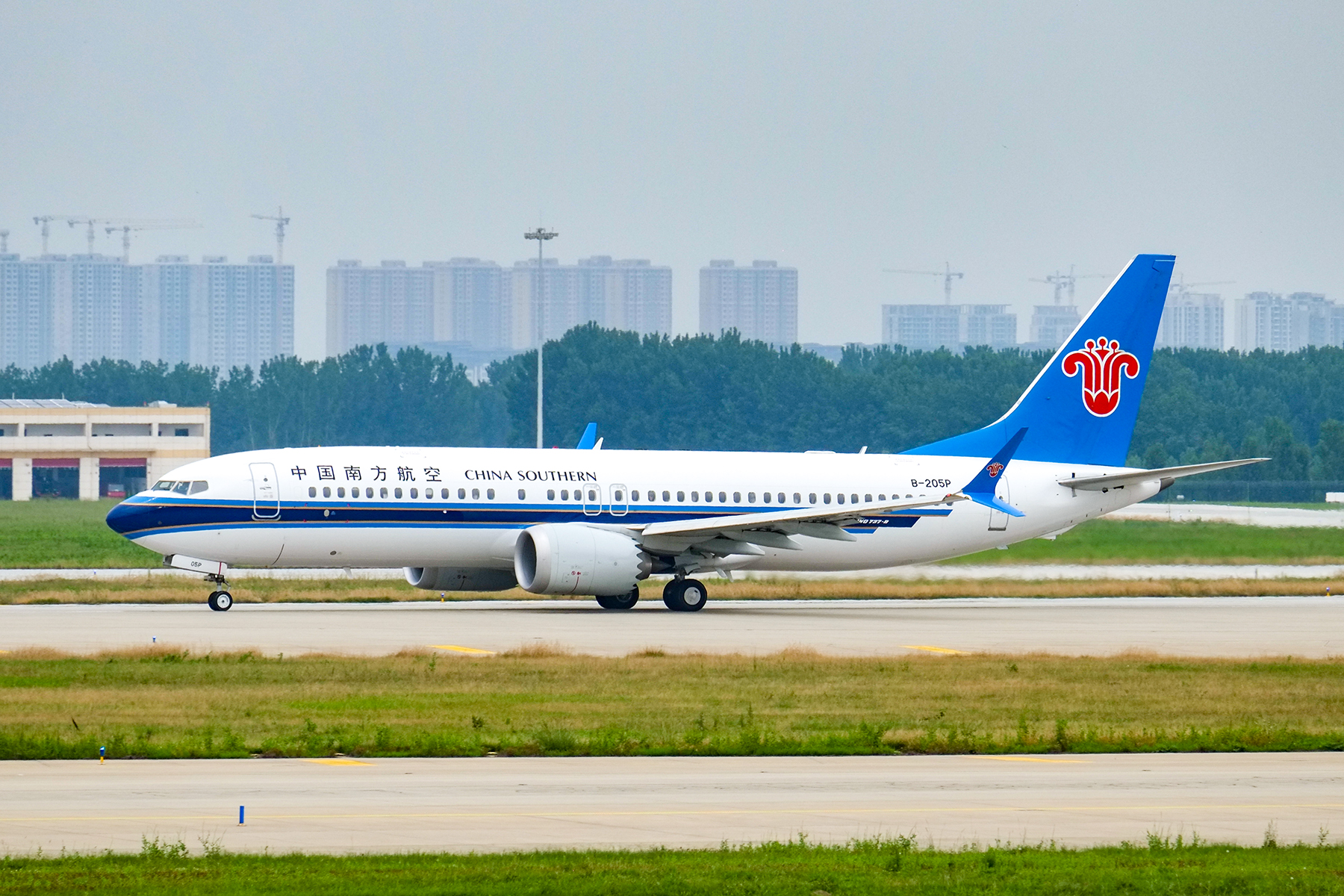
南航波音737 MAX 8於郑州新郑国际机场
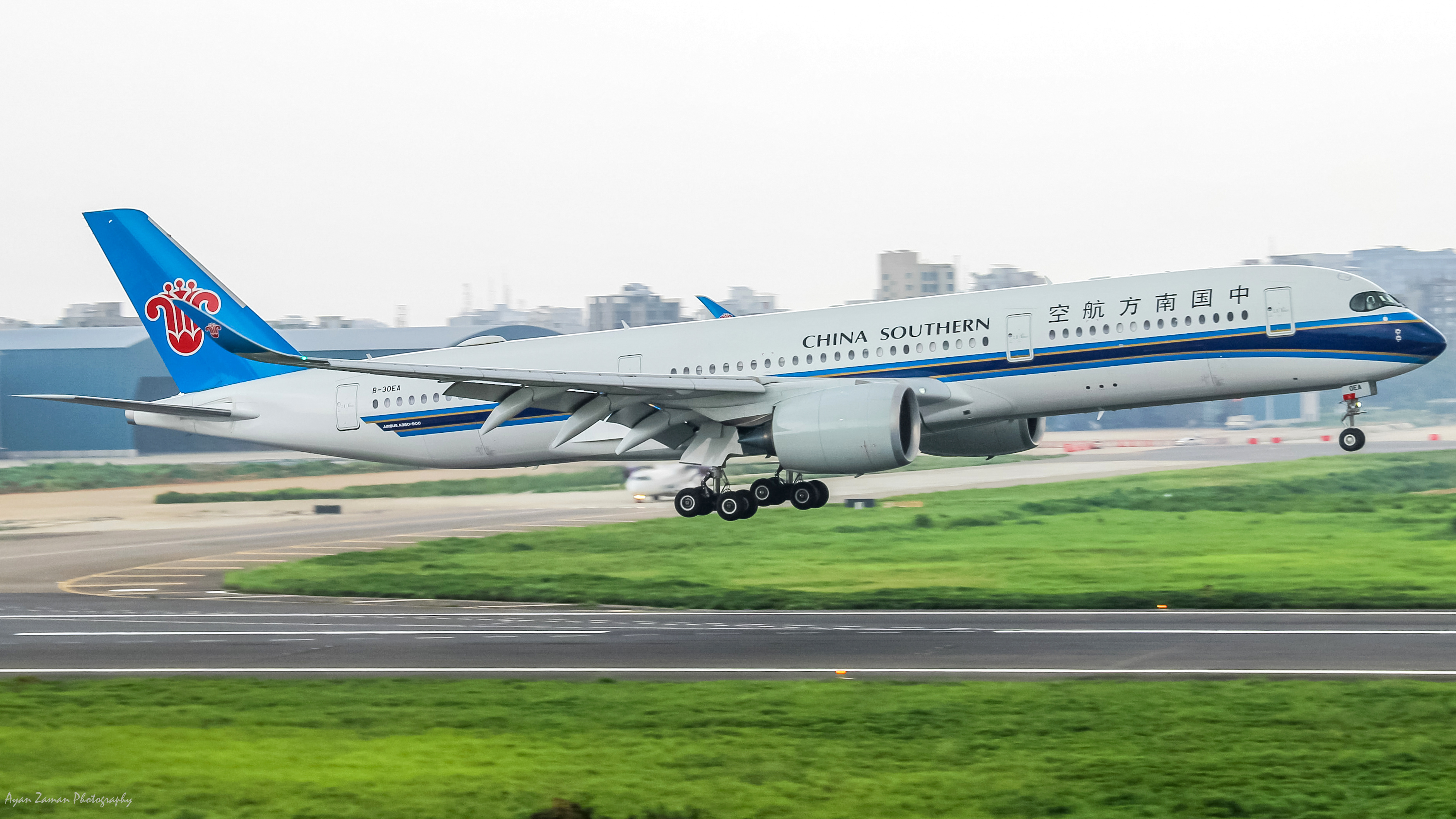
南航空中巴士A350-900於沙阿賈拉勒國際機場
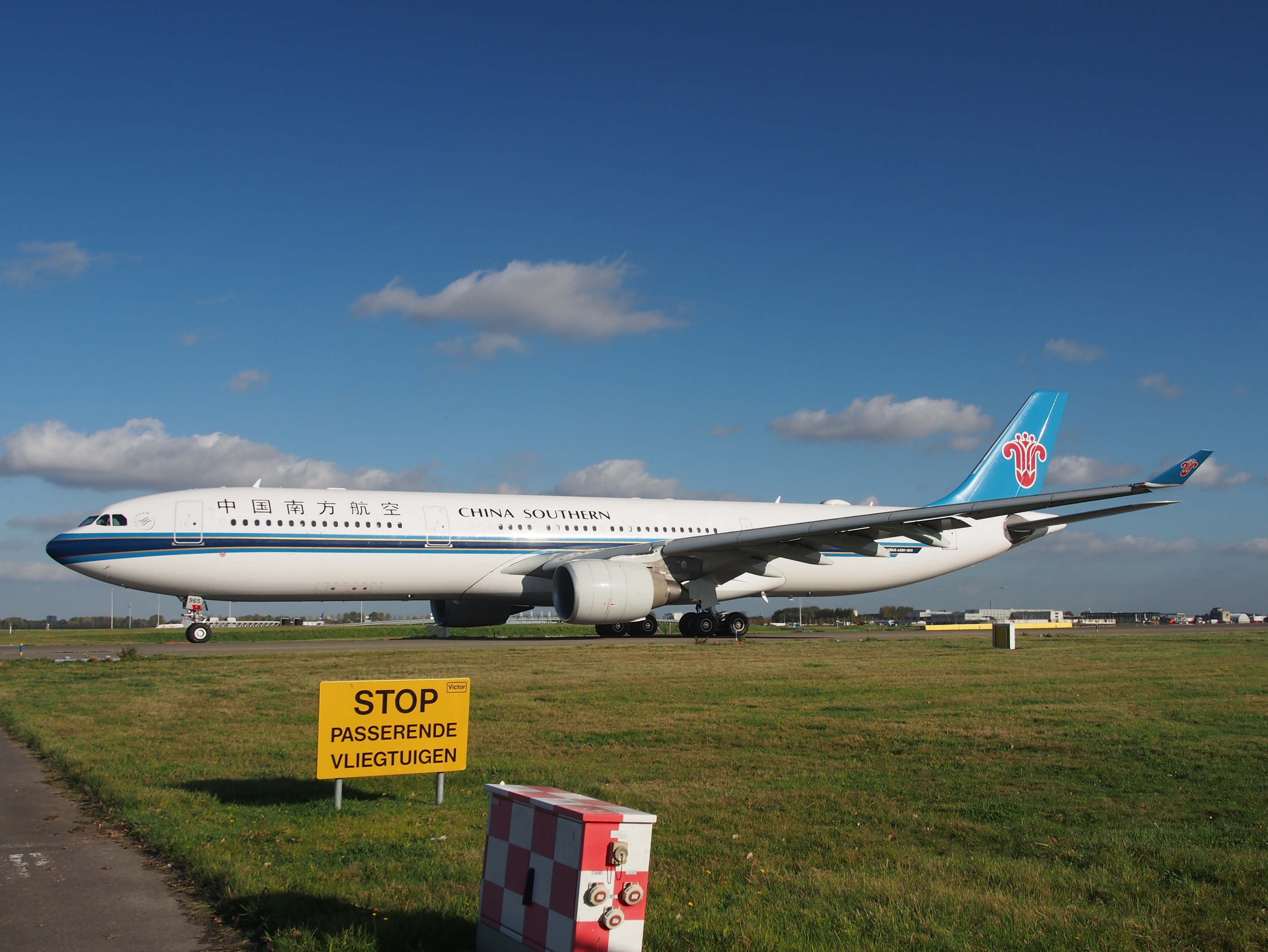
南航空中巴士A330-300於阿姆斯特丹斯希普霍爾機場
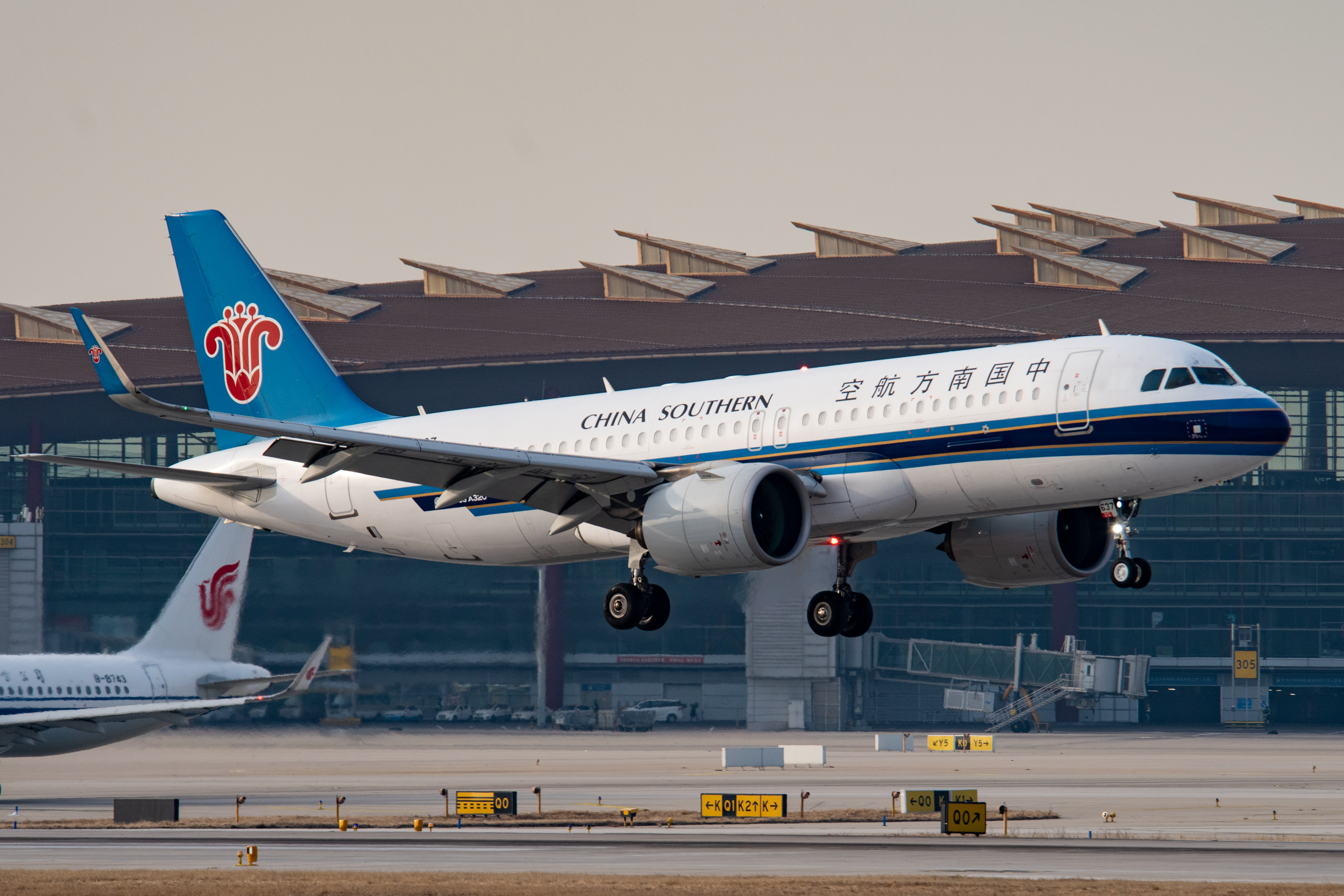
南航空中巴士A320neo客机正在降落于北京首都国际机场
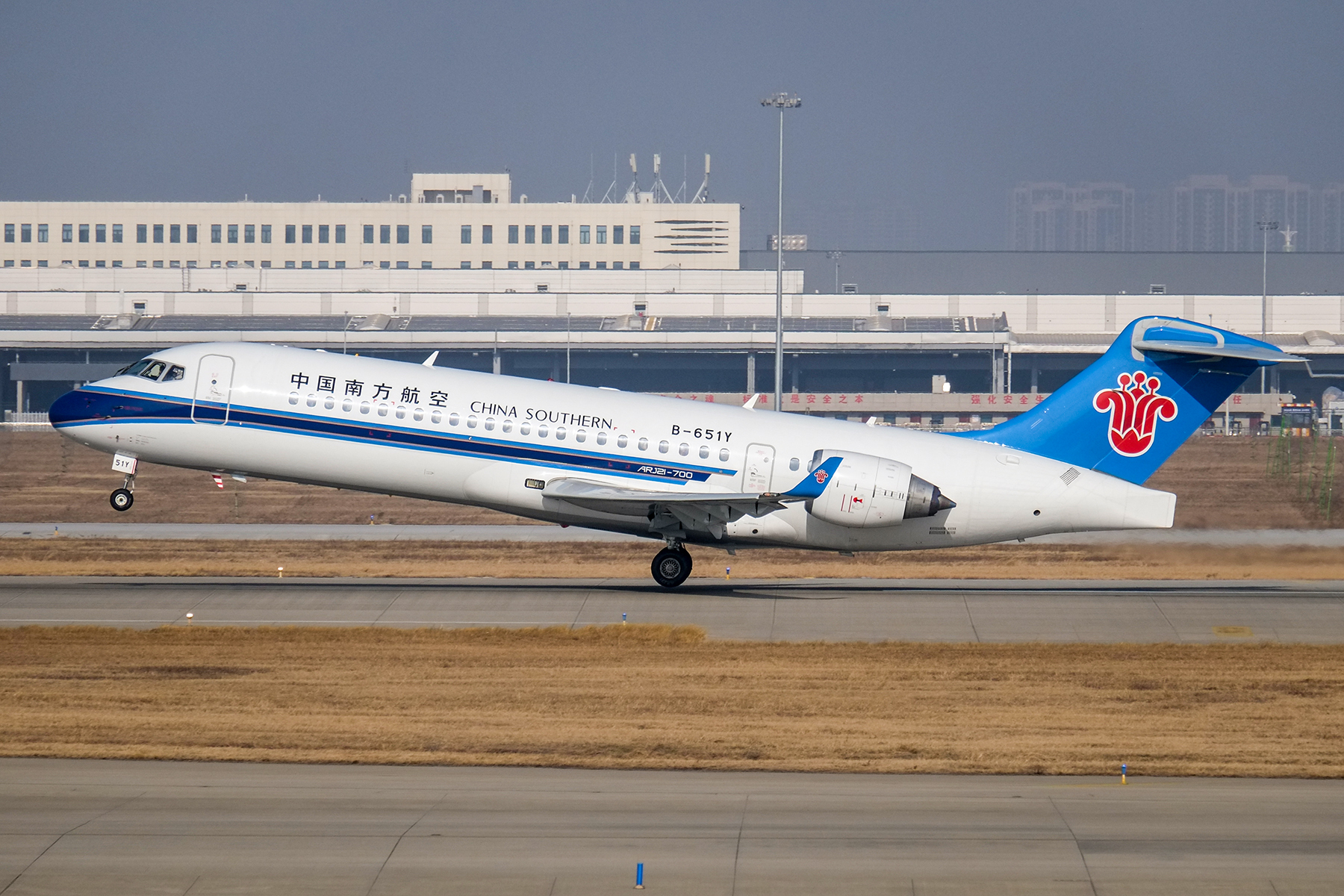
南航中国商飞ARJ21-700在郑州新郑国际机场起飞
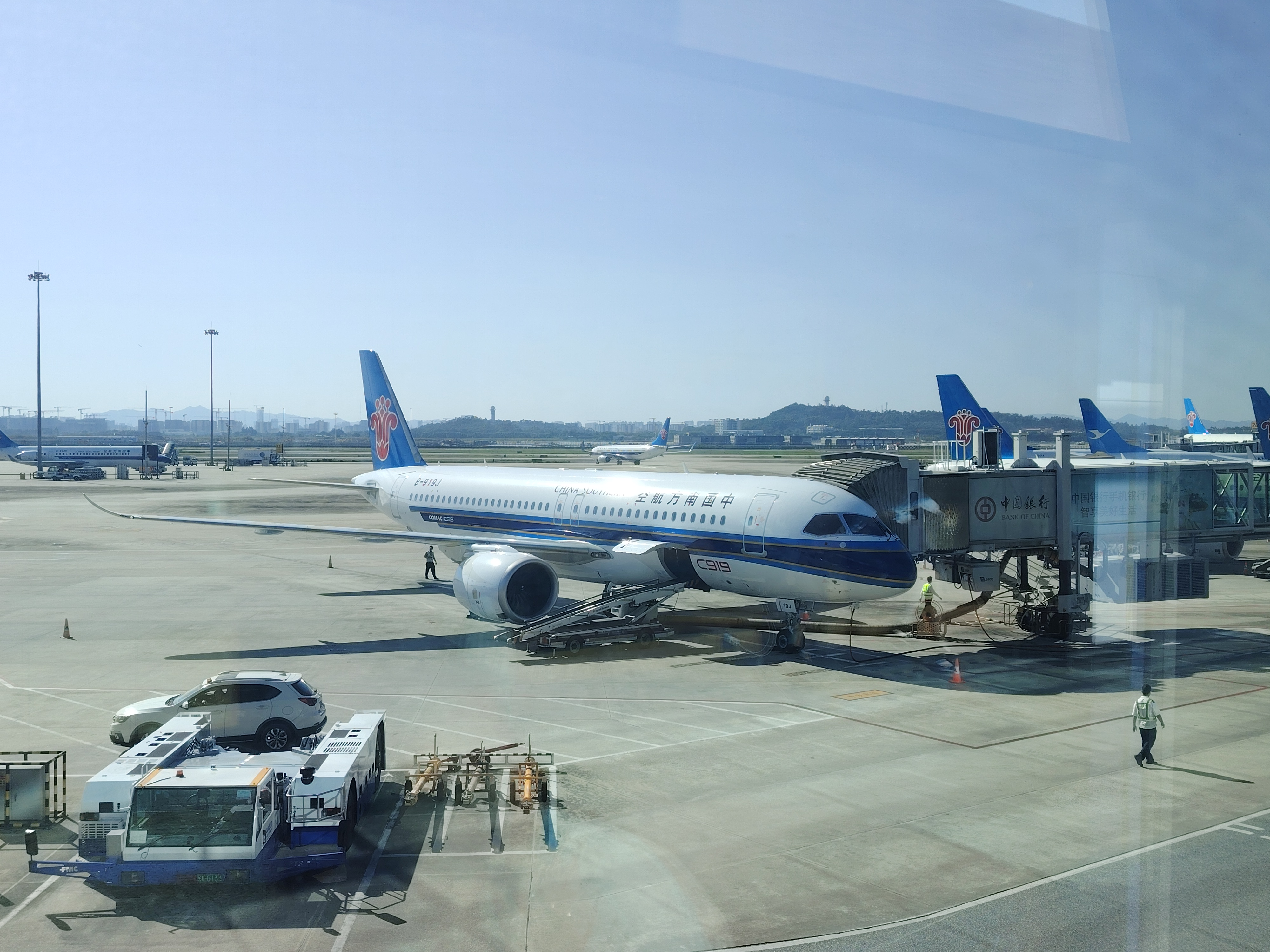
南航中国商飞C919在广州白云国际机场

### 货运机队

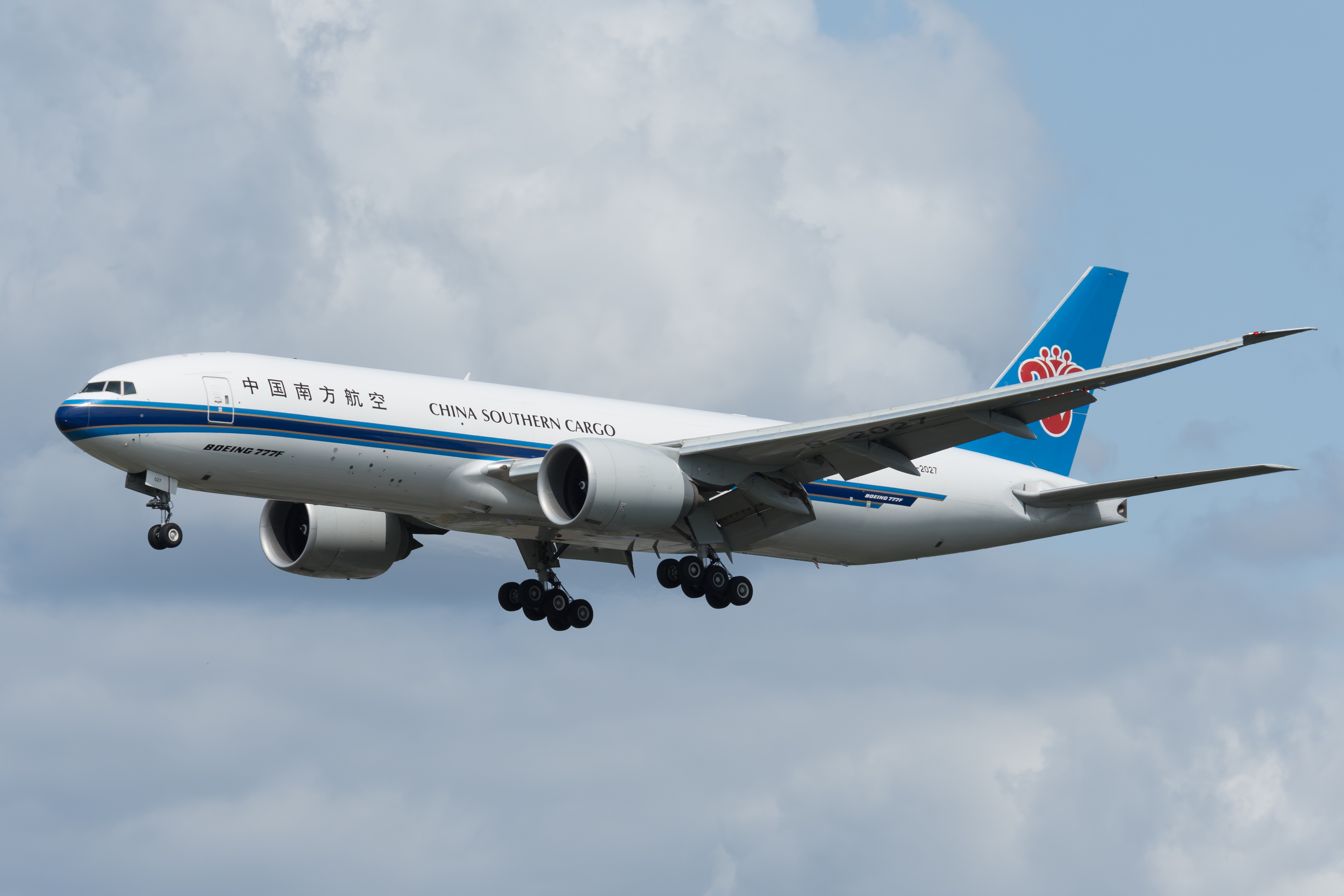
南航波音777F货机正降落於法蘭克福機場

中国南方航空货运是中国南方航空股份公司旗下的一个货运业务部，主要经营全球范围内的航空快递、特种货物及普通货物的物流服务，主要货运航班营运基地设于上海浦东国际机场。服务范围遍布美国、欧洲及亚洲地区。

### 通用机队

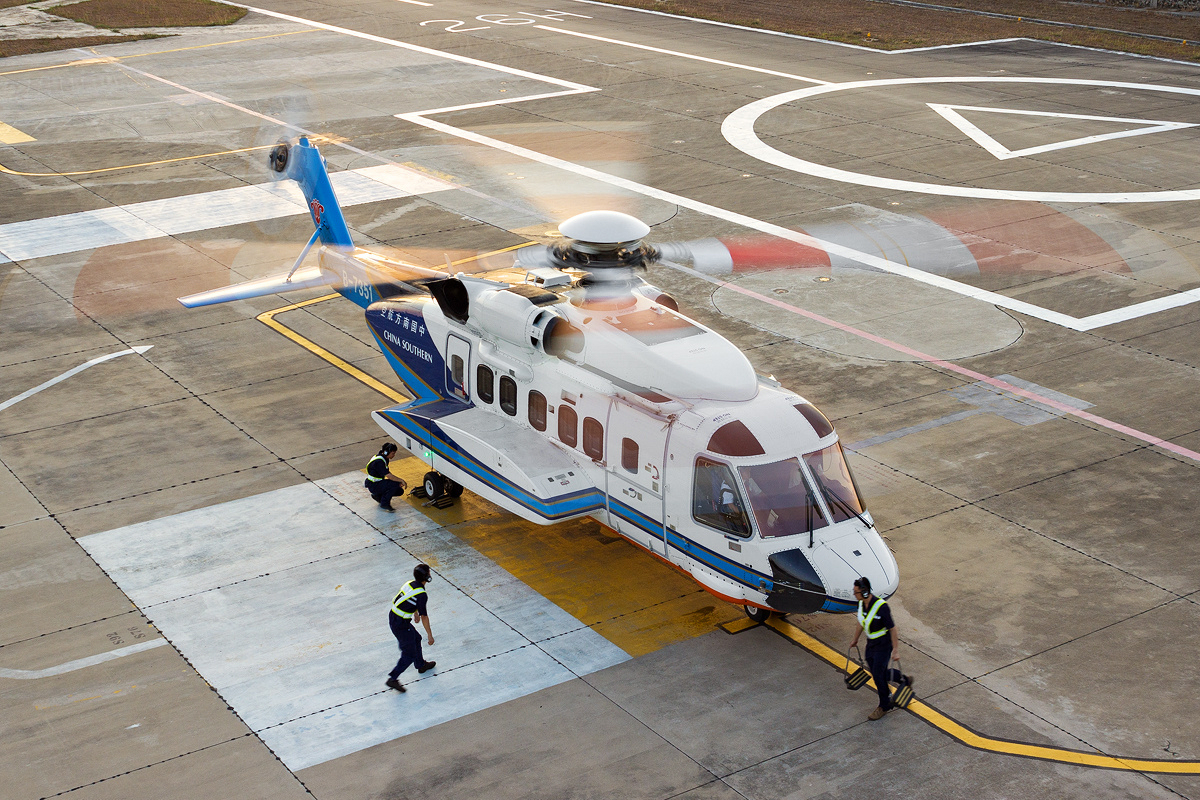
南航西科斯基S-92A

中国南方航空的通用航空业务主要由珠海直升机分公司负责，后者成立于1980年5月，是南航下属的全资子公司，在中国共有6个作业基地。公司主要为中外石油开采企业提供海上后勤飞行服务，并同时经营公务飞行、旅游飞行、物探飞行、护林飞行和空中摄影、电力巡线、吊挂、吊装组塔、医疗急救、港口引航、海上救助、飞机托管、飞行驾驶培训等业务。公司现拥有直升机21架：

### 已退役机型

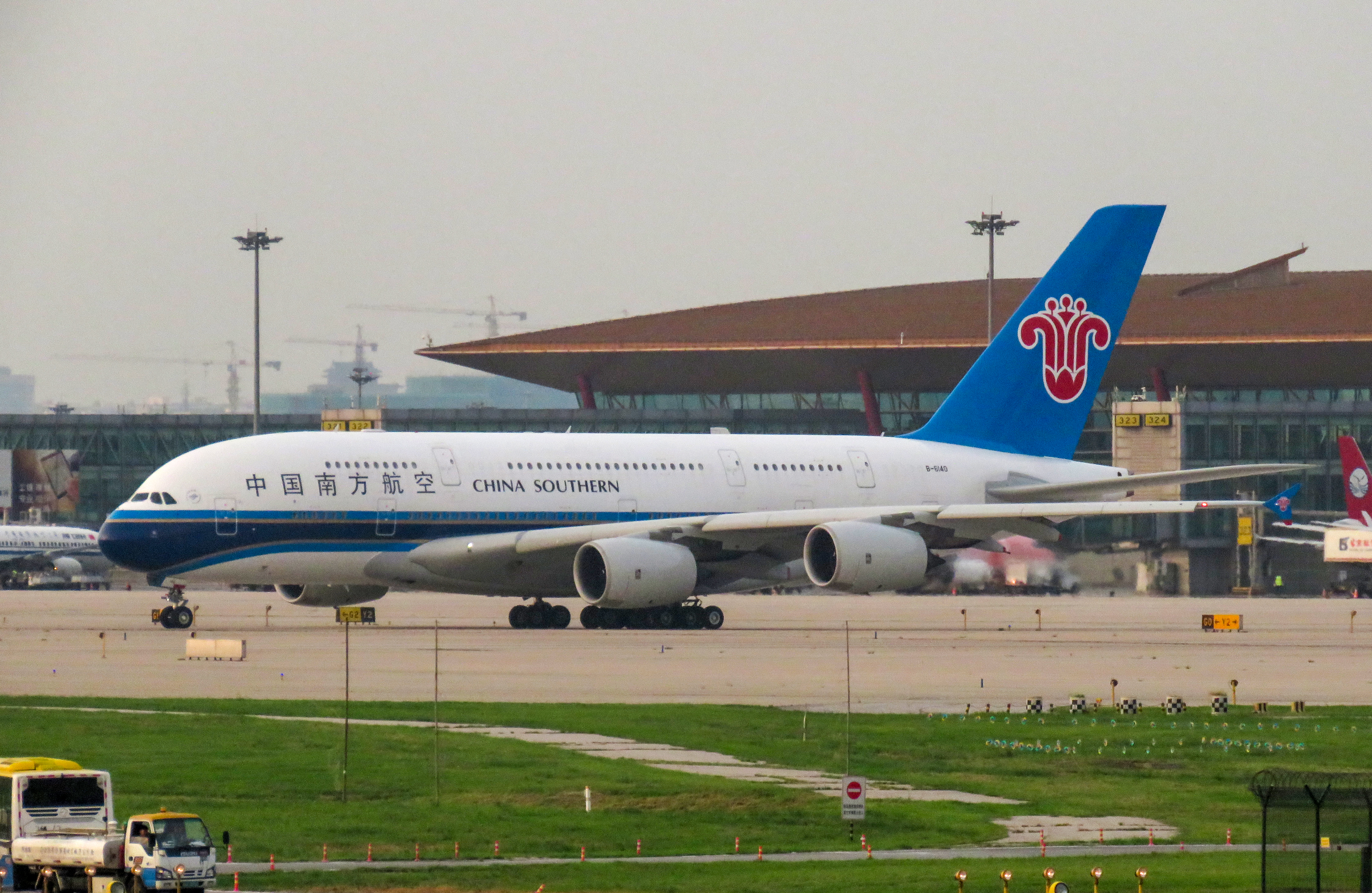
南航空中客车A380於北京首都國際機場滑行（图中的B-6140目前在環球航空 (英國)服役）
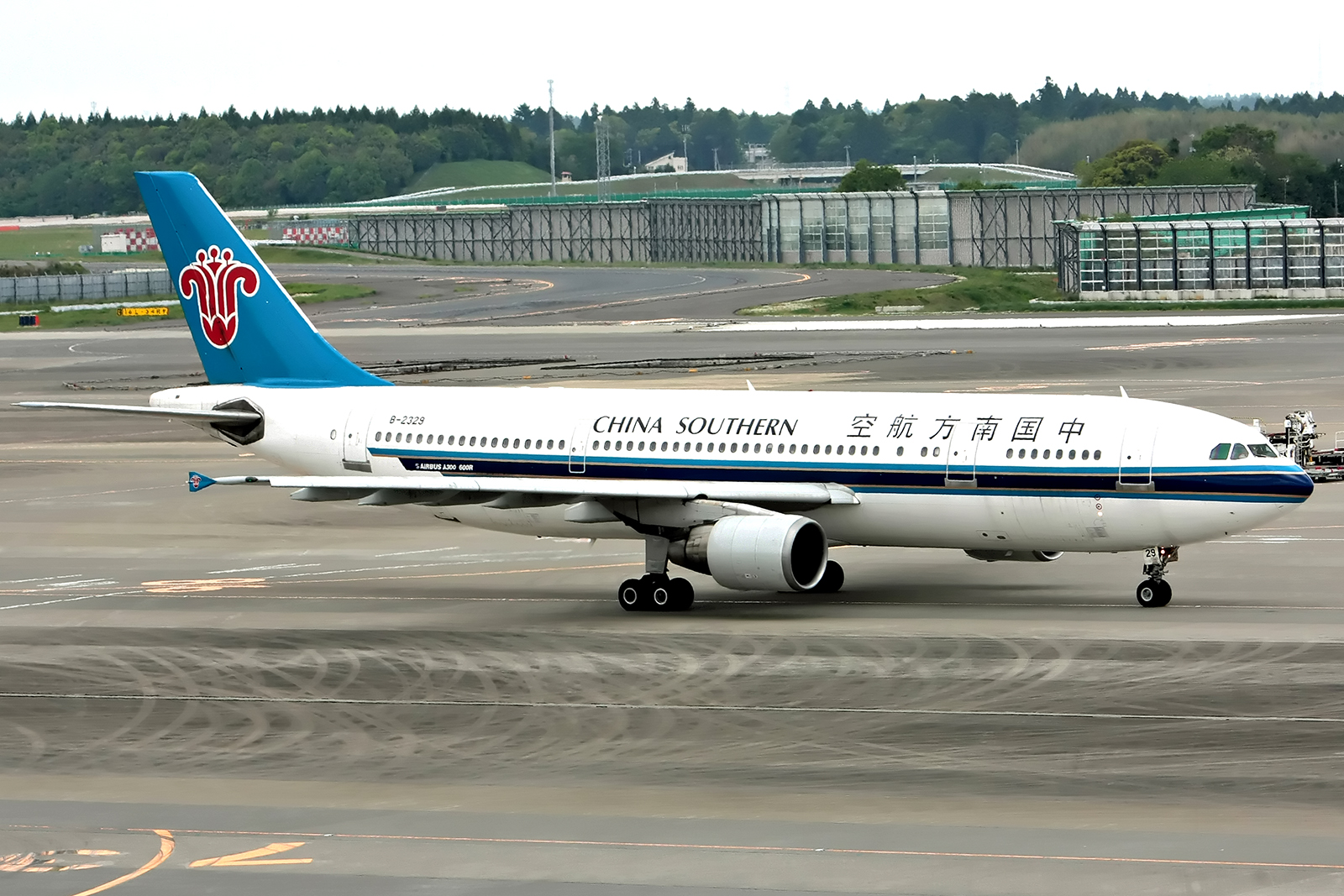
南航空中客车A300-600R於成田國際機場滑行（已退役）
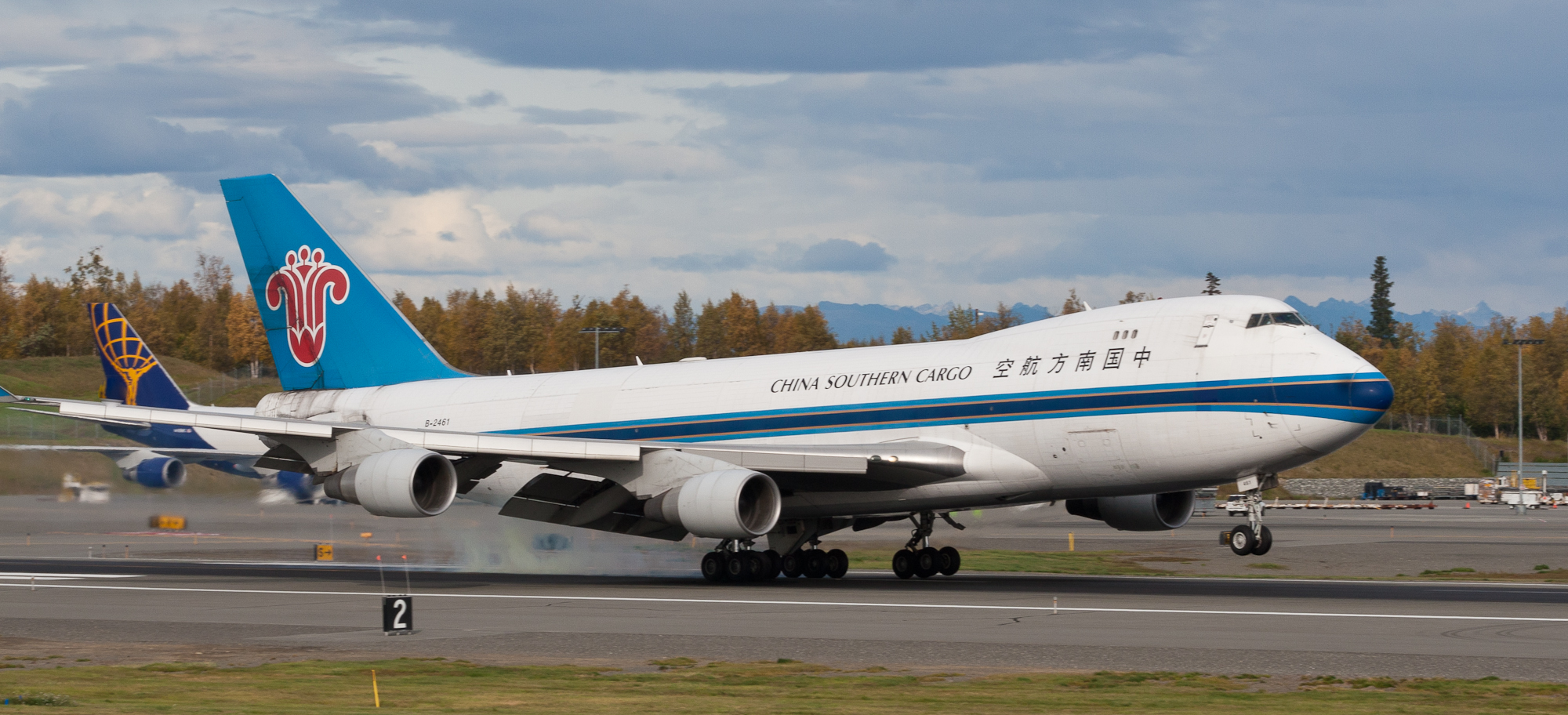
中国南方航空货运的波音747-400F降落在泰德·史蒂文斯安克拉治國際機場（图中的B-2461已转往中原龍浩航空服役）
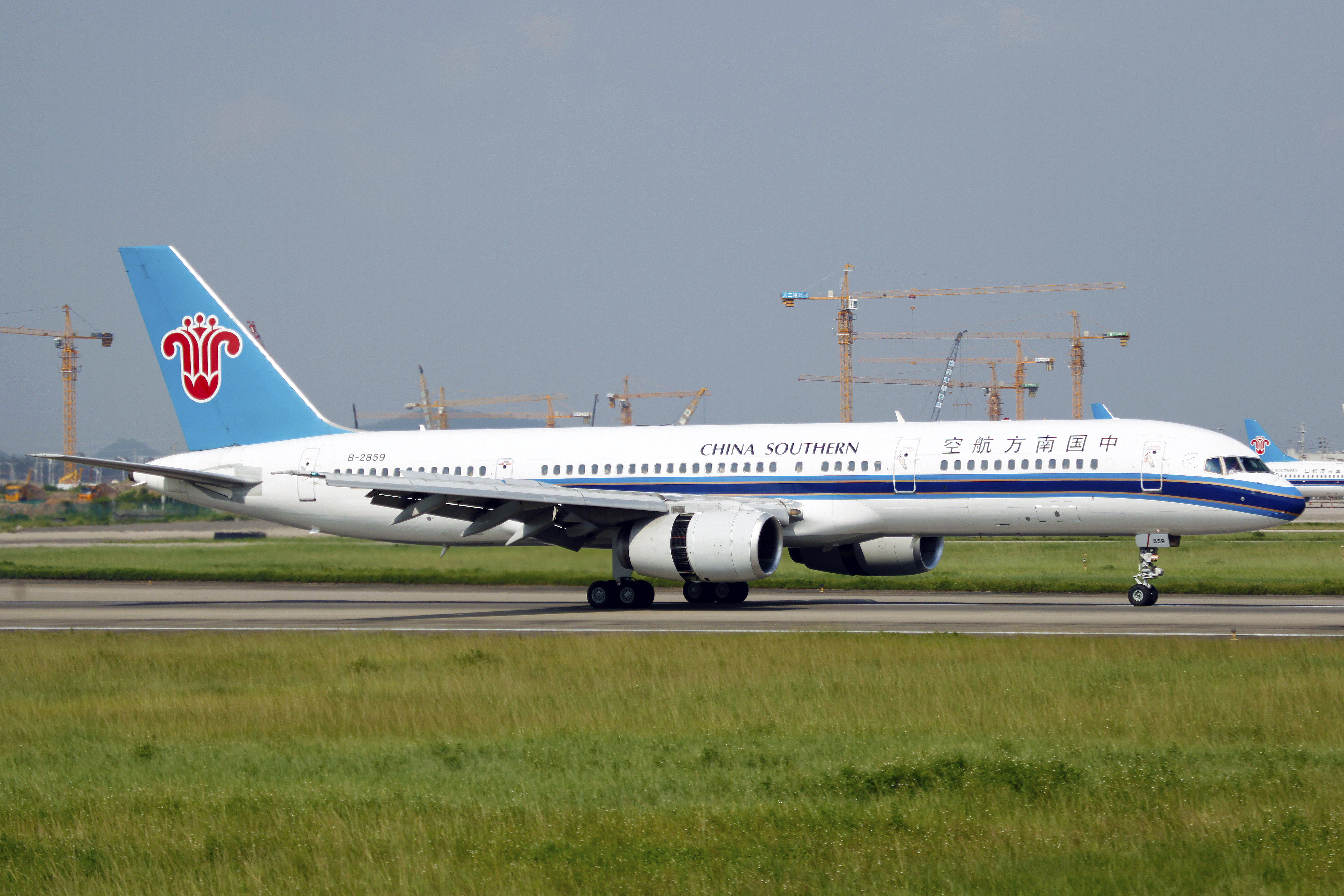
中國南方航空的波音757-200降落於廣州白雲機場（图中的B-2859已改为货机并在圆通航空服役）
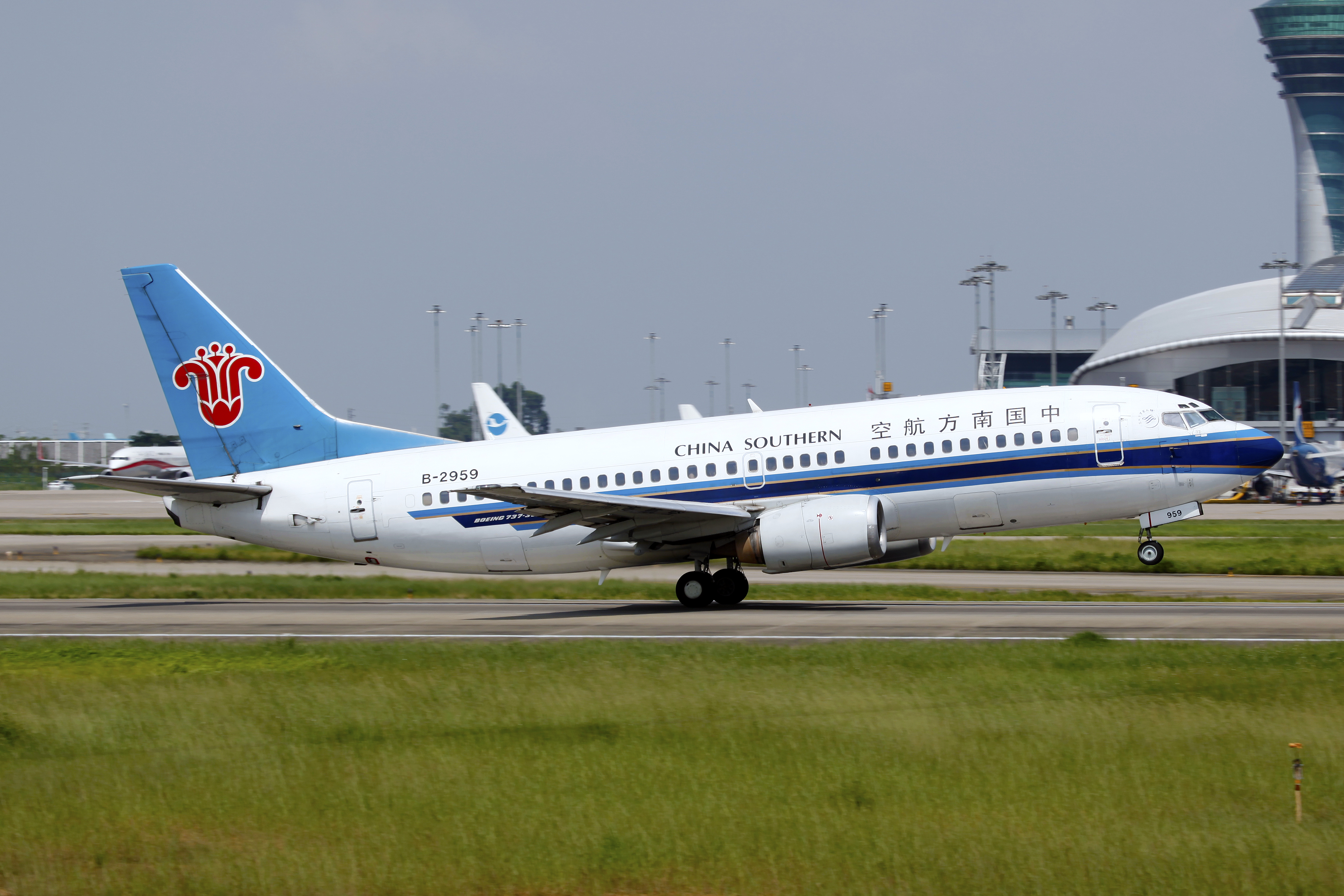
中國南方航空的波音737-300（已退役）
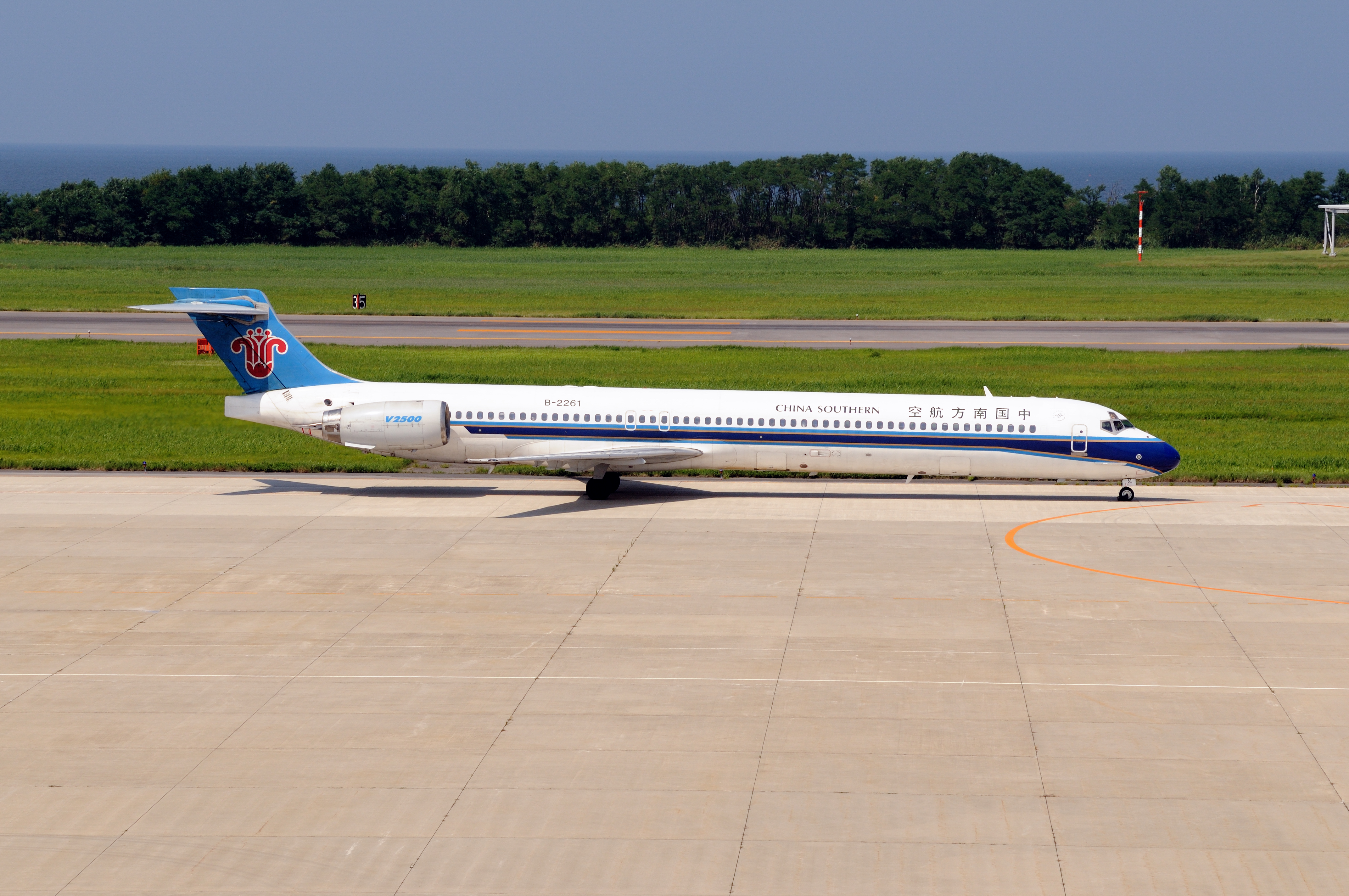
中國南方航空的麥道MD-90（已退役）
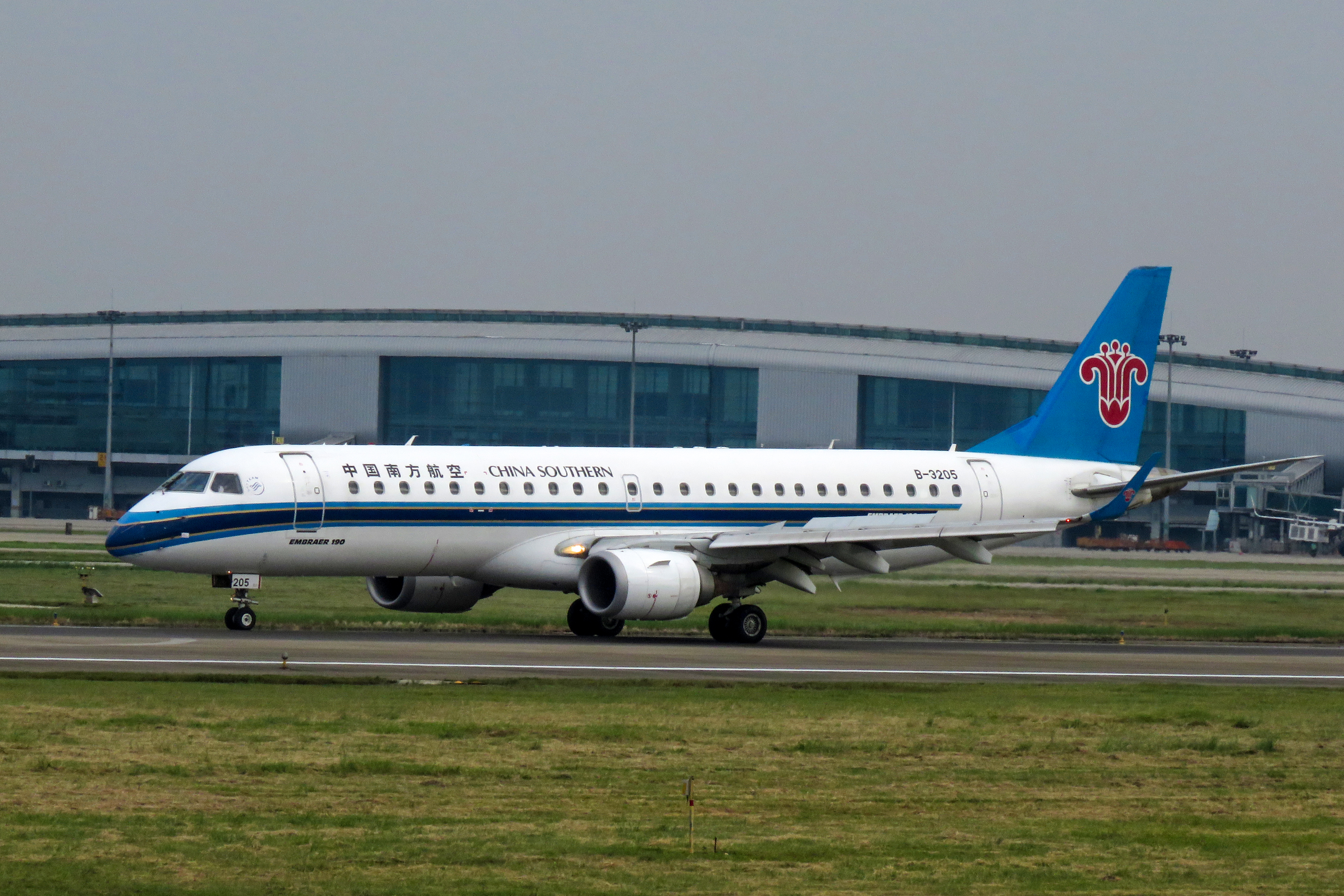
中國南方航空的E190LR
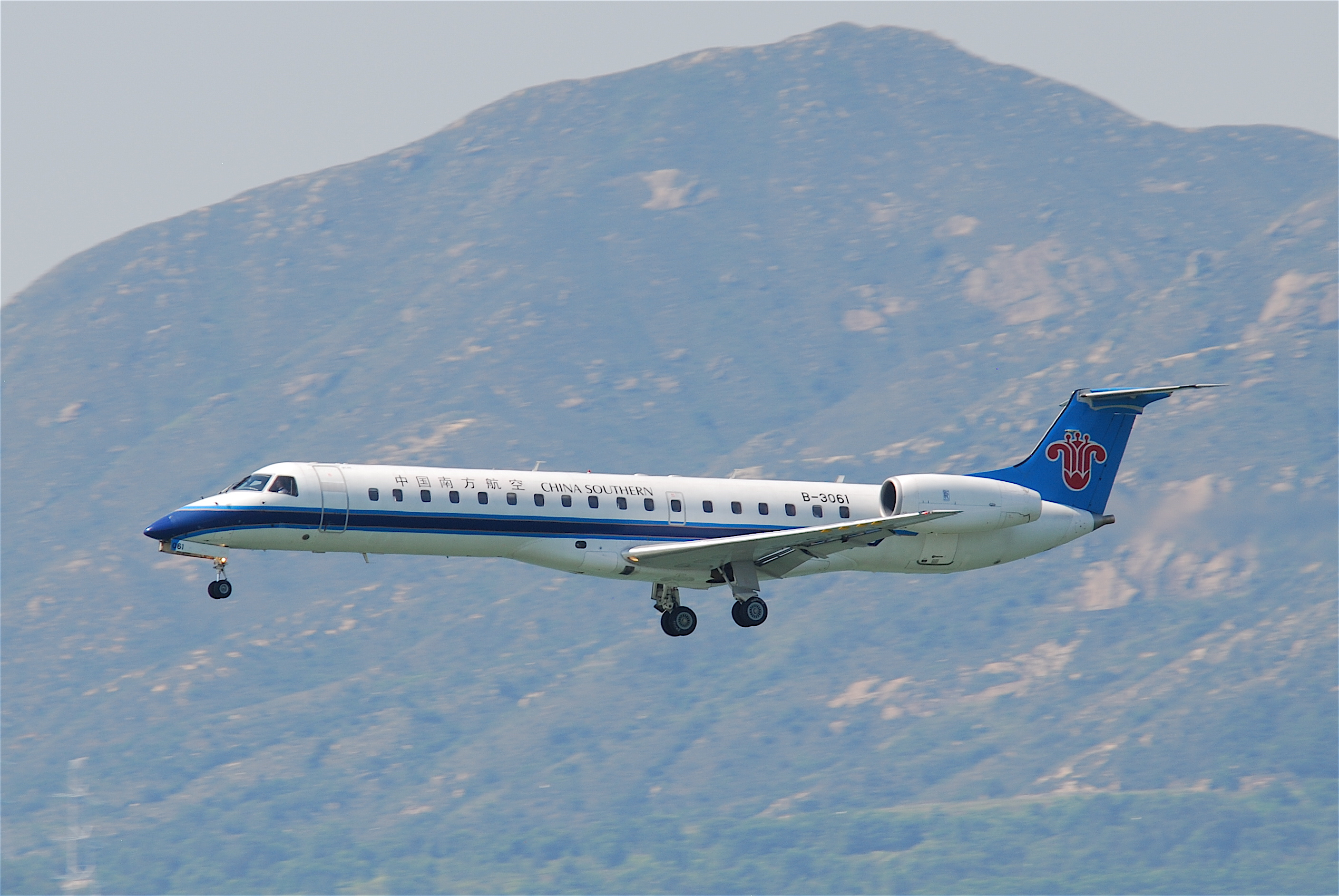
中國南方航空的ERJ-145
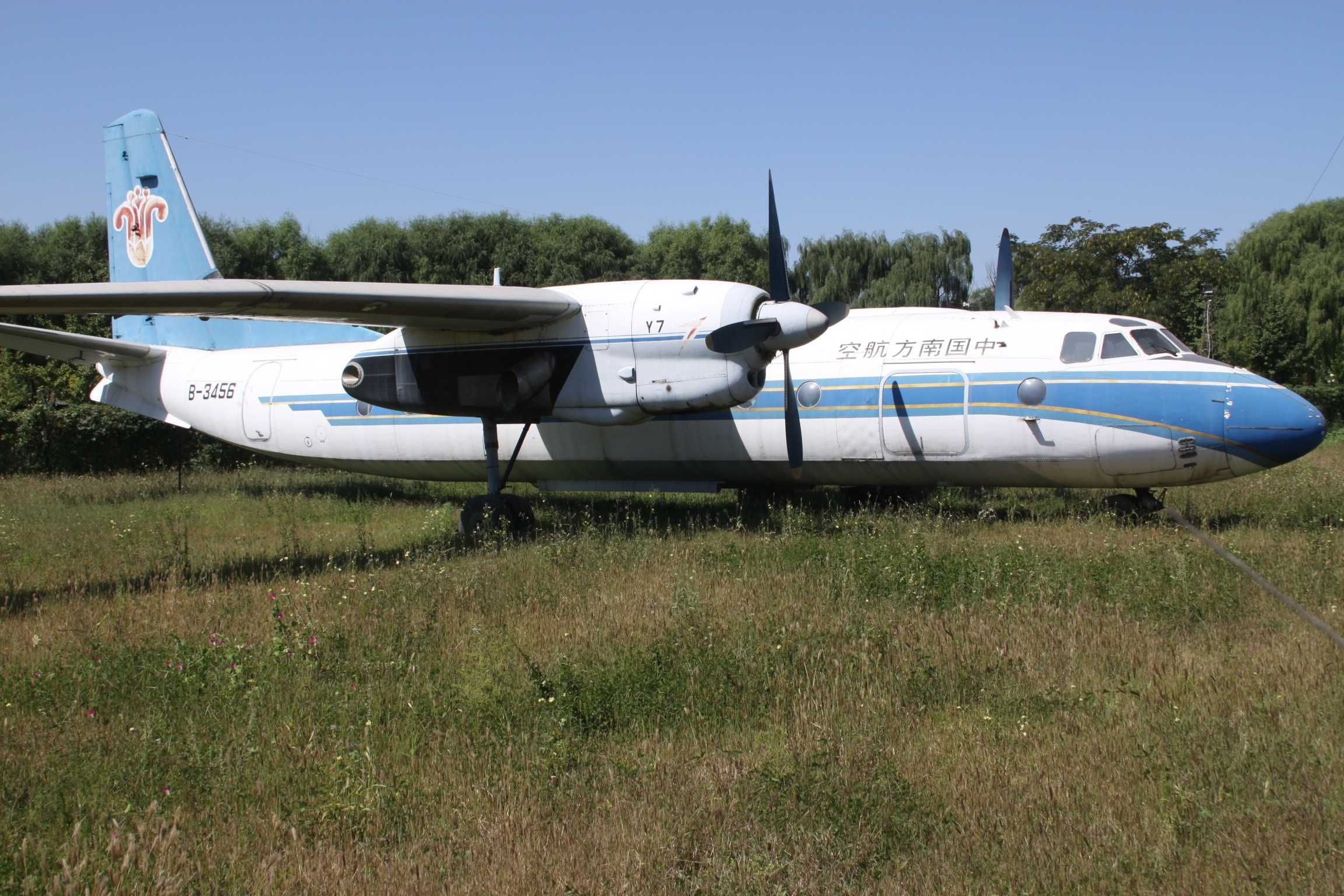
中國南方航空的運-7-100（已退役）

#### 1991年后退役机型
- 波音777-21BER
- 波音777-21B
- 波音767-375ER/-31BER
- 波音757-21B/28S
- 波音747-41BF
- 波音737-5Y0
- 波音737-300
- 波音737-2T4
- 麥道MD-90
- 麥道MD-82
- 巴航工业ERJ-145系列
- 巴航工业E190LR
- 空中客车A300B4-622R
- 空中客车A380-800
- ATR 72
- 薩博340
- 肖特360
- 运-7系列
- 赛斯纳208

#### 民航广州管理处、民航广州局时期退役机型
- 安-2
- 安-24
- 里-2
- 伊尔-14
- 三叉戟2E型

## 航點

中国南方航空目的地示意图：
中国大陆
国际和地区目的地

截至2010年末，中国南方航空每天有1500个航班飞至全球169个国家和地区，898个目的地，航线网络亚洲第一、全球第五。累计旅客运输量接近8000万人次大关，已连续32年居中国各航空公司之首，稳居亚洲第一位，并接近全球最大航空公司的旅客运输量。南航在国内航空市场拥有强大的网络规模，主要通过设立于广州及北京的双枢纽机场，乌鲁木齐及重庆发展为区域枢纽机场。南航，以期进一步开拓国内航运市场潜力，加速推进战略转型。
南航提供约65条国际常态化航线及部分不定期包机服务，大多数国际航班均是通过广州与世界主要城市的联系。此外在北京、乌鲁木齐（面向中亚地区、俄罗斯、巴基斯坦、阿联酋、格鲁吉亚等）和大连（面向日本、韩国、俄罗斯）等地亦经营部分国际航线。目前，南航在东南亚拥有广泛的航线网络，也是往返大洋洲班次最密集的中国内地航空公司。
南航与以下航空公司签订了代码共享协议：
- 大韩航空（天合聯盟）
- 达美航空（天合聯盟）
- 荷兰皇家航空（天合聯盟）
- 法国航空（天合聯盟）
- 加魯達印尼航空（天合聯盟）
- 越南航空（天合聯盟）
- 中华航空（天合聯盟）
- 俄罗斯航空（天合聯盟）
- 肯尼亚航空（天合聯盟）
- 厦门航空（天合聯盟）
- 沙特阿拉伯航空（天合聯盟）
- ITA航空（天合聯盟）
- 美國航空（寰宇一家）
- 英國航空（寰宇一家）
- 澳洲航空（寰宇一家）
- 芬蘭航空（寰宇一家）
- 日本航空（寰宇一家）
- 馬來西亞航空（寰宇一家）
- 卡達航空（寰宇一家）
- 皇家摩洛哥航空[157]（寰宇一家）
- 吉祥航空（星空聯盟優連夥伴）
- 塞爾維亞航空
- 重慶航空
- 阿聯酋航空
- 四川航空

## 评价
Skytrax评估
- 2013年－2024年：四星級航空公司[158]

| 年度 | 獎項                     | 排名   |
| ---- | ------------------------ | ------ |
| 2011 | 全球最佳航空公司         | 第29名 |
| 2012 | 全球最佳航空公司         | 第29名 |
| 2013 | 四星級航空公司           | 不適用 |
| 2013 | 全球最佳航空公司         | 第28名 |
| 2014 | 四星級航空公司           | 不適用 |
| 2014 | 全球最佳航空公司         | 第35名 |
| 2015 | 四星級航空公司           | 不適用 |
| 2015 | 全球最佳航空公司         | 第36名 |
| 2016 | 四星級航空公司           | 不適用 |
| 2016 | 全球最佳航空公司         | 第32名 |
| 2017 | 四星級航空公司           | 不適用 |
| 2017 | 全球最佳航空公司         | 第23名 |
| 2018 | 四星級航空公司           | 不適用 |
| 2018 | 全球最佳航空公司         | 第14名 |
| 2018 | 全球最傑出進步航空公司   | 不適用 |
| 2019 | 四星級航空公司           | 不適用 |
| 2019 | 全球最佳航空公司         | 第14名 |
| 2020 | 四星級航空公司           | 不適用 |
| 2021 | 四星級航空公司           | 不適用 |
| 2021 | 全球最佳航空公司         | 第12名 |
| 2022 | 四星級航空公司           | 不適用 |
| 2022 | 全球最佳航空公司         | 第13名 |
| 2023 | 四星級航空公司           | 不適用 |
| 2023 | 全球最佳航空公司         | 第26名 |
| 2024 | 四星級航空公司           | 不適用 |
| 2024 | 全球最佳航空公司         | 第31名 |
| 2024 | 全球最佳航空公司乘務員   | 第15名 |
| 2024 | 全球最佳航空公司客艙清潔 | 第20名 |
| 2024 | 中國地區最佳航空公司員工 | 第2名  |
| 2024 | 全球最佳航空公司地勤服務 | 第20名 |
| 2024 | 中國地區最佳航空公司     | 第2名  |

## 灾难事故及劫机事件

### 致命事故
- 1988年8月31日，中國南方航空301號班機空難：南航的一架霍克薛利三叉戟型客機（編號B-2218，當時仍採用中國民航塗裝）在執行由廣州飛往香港的航班時，由於遭遇惡劣天氣，飛機在降落時衝出跑道並墜海，造成機上7人死亡，14人受傷。
- 1990年10月2日，1990年广州白云机场劫机相撞事件：南航的一架波音757-200客機（編號B-2812，當時仍採用中國民航塗裝），準備由廣州白雲機場起飛前往上海虹桥机场。由於當時一架遭劫持的廈門航空波音737-200客機（编号B-2510，當時仍採用中國民航塗裝）要求在白云机场降落，機場緊急關閉，停止所有航班升降。此時當事的南航客机已上滿乘客並在停機坪處等候機場重開跑道。當被劫持的厦航客机降落后，於跑道滑行時突然轉入停機坪位置，並即時加速試圖再起飛，随后接连撞上了停泊在停機坪充電的中國西南航空公司的波音707客機（编号B-2402，當時仍採用中國民航塗裝）和等待起飞的南航客機，並引發巨大爆炸。南航客机被撞击后机身断成两半，廈航客机爆炸後解體。意外造成南航客機上46人死亡，廈航客機82人死亡。这也是波音757首次事故。
- 1992年11月24日，中国南方航空3943号班机空难：南航一架波音737-300客機（编号B-2523）在執行由广州飞往桂林的航班时，在飞机下降过程中因为右侧发动机自动油门失灵，而飞行员没有及时介入人工操纵导致左右发动机推力不平衡，最后飞机向右滚转，隨後俯衝墜毀，机上141人全部罹难，这是中国民航历史上第三严重的事故。也是波音737-300第三次發生墜機事故，還是歷來涉及737-300型客機的第二嚴重事故，僅次於2004年發生的閃光航空604號班機空難。
- 1997年5月8日，中国南方航空3456号班机空难：南航一架波音737-300客機（编号B-2925）執行由重慶飛往深圳的CZ3456航班，由于遭遇恶劣天气和飞行员的不当操作，使其在深圳機場降落時墜毀，造成机上35人死亡，74人受傷。

### 非致命事故
- 1999年6月9日，中國南方航空8877號班機事故：（廣州飛往湛江）一架波音737-300（编号B-2525）在湛江機場降落時因大雨影響偏出跑道，機上2人輕傷。 [159][160]
- 2014年11月10日，中國南方航空3739号航班事故：南航的一架A330-200客机（编号B-6059）执行珠海至北京的CZ3739航班，在空中飞行大约1个小时后，左引擎怀疑被鸟击中起火，机舱内有一股烧焦的味道，随后机长贺中平[161]决定将飞机迫降广州白云机场，并安全着陆。[162][163]
- 2017年11月13日，中国南方航空6406号班机事故：南航的一架波音737-800（编号B-5836）由長春經停南京飛往桂林在值飞CZ6406次航班南京-桂林段時，机组发现货舱火警灯亮，为确保飞行安全，机组立即启动应急处置程序决定就近备降长沙机场，飞机于21:56安全降落。机组按照手册规定，严格执行紧急撤离程序，组织全体旅客迅速从滑梯安全撤离。航班共151名旅客，其中1名旅客在经滑梯撤离过程中脚踝受轻微伤。[164][165]
- 2018年1月8日，纽约肯尼迪国际机场撞机事故：南航一架波音777-300ER（编号B-7185）在纽约肯尼迪国际机场被拖行过程中与一架科威特航空的波音777-300ER（编号9K-AOC）相撞，所幸无人伤亡。[166][167]
- 2022年2月6日，南方航空从昆明飞往广州的CZ3416航班在巡航过程中，客舱氧气面罩因机械故障意外脱落，大部分氧气面罩被使用。机组随后判断“实际没有出现影响飞行安全的故障”，操纵飞机下降至8900米继续飞往广州。事件未造成人员伤亡，但机组因未正确处置（未下降至安全高度或返航备降），受到严肃处理。[168]
- 2023年8月24日，南方航空执飞的CZ3352（常州奔牛-深圳宝安）航班停留在常州奔牛国际机场時，一名空乘人员由约4米高的机舱位置摔落后送医。[169]8月26日，南航发布的官方通报显示，一名乘务员在准备与地面工作人员交接前序航班旅客遗失物品时，意外从客梯车跌落。乘务员随即送往医院救治，情况稳定，事件原因正在调查。[170]
- 2024年10月21日，南航一架注册号B-1243的波音787-9型客机执行由上海虹桥国际机场飞往广州白云国际机场的CZ3534次航班时，落地发生擦尾事故。事件未造成人员伤亡。

### 劫机事件
- 1993年4月6日，中国南方航空公司一架执行深圳—北京的航班CZ3157（机型B757-200）被劫机者刘保才、黄树刚劫持。被劫持飞机于当天上午10时许降落于台湾桃园国际机场，无人员伤亡，并于当日下午3时40分飞往广州白云机场并安全降落。随后劫持者两人即被台湾羁押。1993年底，被台湾的司法机关判处10年徒刑，刘二审时改判7年，刑满后不得在台居留[171]。
- 1994年6月6日，中国南方航空公司一架执行福州—广州的航班CZ3572（编号B-2542，机型B737）于19时19分，在厦门附近上空，劫机者邹维强手持一把美工刀并称携有爆炸物闯入驾驶舱内，胁迫机组飞往台湾。飞机于19时57分降落在台北桃园机场，劫机者随即被台湾航警局拘留。23时05分该机从桃园机场起飞，并于次日0时35分安全降落在广州白云国际机场，无人员伤亡[172]。

## 其他爭議事件

### 与航班相关
- 2012年8月29日，中国南方航空由合肥飞往广州的CZ3874次航班发生殴打空姐事件。
- 2015年11月23日，新浪微博名为“一个有点理想的记者”的网友发文称他于11月9日乘坐中国南方航空CZ6101次航班时突发疾病。机组人员和机场救护人员互相推诿，之后他强忍病痛下了飞机，而999急救中心迟迟不能确诊并一度拒绝转院，延误了救治时间。事件引发了社会关注，后南航与首都机场医院方面就此事致歉。11月25日，事件当事人张先生在其微博上发文质疑999急救中心，称其在转院过程中，被急救车上的工作人员绕过一些三甲医院，直接送往999急救中心，而急救中心迟迟不能确诊并一度拒绝转院，由此延误其救治。11月30日，国家卫计委回应称，要求北京市卫计委调查核实情况，并进行处理。同日，999急救中心发布调查结果，称因考虑到“交通拥堵、三甲医院挂不上号”等原因，将张先生转送至急诊抢救中心。随后张先生对事件调查结果提出质疑。12月6日，999紧救中心公开发表声明，针对999急救中心在转诊过程和医疗服务中存在的问题，向患者张先生公开致歉[173][174]。
- 2017年6月27日12时左右，中国南方航空CZ380航班（航线为名古屋—上海浦东—广州）在经停上海浦东机场期间，有旅客登机时在客梯上向外抛掷硬币，後被同行的旅客发现后报警。该班机原定12時40分起飛，但由于此事并确保飞行安全，南航维修部门对飞机发动机进行了全面检查，至16:53，发动机已经检修完毕，飞机可以安全起飞，而该飞机于18时16分起飞前往广州。经航空公司检查，发动机内藏有9枚硬币，其中1枚落在发动机内，其余则落在附近地面。后据警方调查，涉事旅客是一位80岁的邱姓女妇人，无违法犯罪和精神疾病史。该旅客称其抛掷硬币是“为祈求飞行平安”。而该旅客已被公安機關带走调查。在南航协助原航班其他旅客改签后，继续乘坐航班前往广州[175][176][177][178]。6月28日，警方通报称，该旅客的行为已构成扰乱单位生产秩序的违法行为，对其依法处以行政拘留5日，但根据《治安管理处罚法》的相关规定，因涉事旅客年龄已超过70周岁，因此拘留不予执行[179]。
- 2017年8月，媒體平台转发了「南航西安分公司黨群工作部」的一篇文章《「只要前11排座位的旅客」——為政府執行要務護航》。文中稱，該公司7月26日接到一個服務請求電話，對方請南航安排他們一行66人，全部坐在西安飛往成都某航班的前11排。雖然南航一再強調不會透露客戶信息，但該通告中仍提及這群客戶中有中共陝西省委常委、中共西安市委書記、西安市市長和市政協主席，而且當職員發現後，又主動聯絡對方，推薦搭乘公務艙。然而有網友指出：西安市委書記王永康一行人確實有前往成都考察，但中华人民共和国公務員出行制度有規定，只有省部級幹部才能坐頭等艙，司局級及以下的公務員只能坐經濟艙。該文章引發網友熱議後，南航西安分公司认为其“表达有误”，要求各大平台删除此文章，目前各大平台已搜索不到此文。随后媒體“封面新聞”致電西安市政府和南航职员，但对方均未回应此事[180]。8月12日，南航官方微博发布《关于西安市党政代表团乘机的情况说明》，该《说明》称，西安市党政代表团于8月6日乘坐南航航班赴成都考察，购买的舱位符合“中央八项规定”要求。而西安市工作人员并没有提出“全部安排在前11排的座位”的要求[181]。中共西安市委也于8月12日晚召开常委扩大会议，就该事件作出说明。会议指出，此次事件，当事单位已做出澄清，应当表示感谢，并表示此次事件相当于“敲响了一次作风建设的警钟”[182]。
- 2018年4月3日，一篇名为《南航这么耍流氓，因为你没有公众号！》的文章在微信朋友圈和微博上热传。当事旅客石女士称一行六人计划乘坐南航CZ6039航班（北京-乌鲁木齐-第比利斯）去格鲁吉亚旅游，因天气原因，航班长时间延误，等他们上飞机之前被告知第二程的航班已经飞走。[183]石女士后與南航交涉，南航最初不肯賠償，後稱每人補償800元人民幣，但石女士表示他們租車、酒店費用已無法退還，損失達5位數，不接受南航方案。4月4日，南航表示雙方仍在協商，對為旅客造成不便致歉[184]。
- 2019年4月20日，中国南方航空CZ8427南宁-曼谷航班，因旅客向机下投掷硬币延误。该旅客自称是第一次坐飞机，为了祈福在舱门与廊桥连接处向机头方向投掷了6枚硬币。最终硬币全部找到，经检查后，飞机延误78分钟起飞。事后该旅客被公安机关依法拘留。[185]
- 2020年1月27日，中国南方航空CZ380航班（由名古屋中部国际机场经停上海浦东机场，终到广州白云机场）因机上有16名武漢籍乘客，當中有人在起飛前吃退燒藥，導致同班機的上海乘客向日方通報處理。此事件最終演變成武漢與上海人的地域之争，在微博上即成为热门话题。后经中国驻名古屋总领事馆协调，機上16名武漢乘客以及11名其他籍貫乘客搭乘原班機返回中國大陸；至於拒絕登機的71名乘客（包含上海等地），則南航同意免費改簽處理[186]。翌日，上海市人民政府新闻办就上海市疫情防控工作举行新闻发布会。上海市卫健委主任邬惊雷表示，CZ380航班实际搭载的旅客有27位，其中有19位旅客在14天内有过武汉旅行史，他们都佩戴了口罩，同时和其他旅客不在同一个舱位。航班抵达后，上海海关对19名旅客逐一进行了测温，没有发现异常。这些旅客通过检疫专用测温通道进入，海关官员核验了每个人的健康申明卡，也询问了他们用药史，没有发现异常情况[187]。
- 2023年5月27日，有旅客向澎湃新闻反映，5月23日，他在新加坡樟宜机场乘坐飞往重庆的CZ546次航班，在柜台值机时，被告知调换至安全通道需额外收费，在其用中文提出质疑后被柜台人员冷漠以对，并被对方辱骂“是狗”。[188]27日晚间，南航驻新加坡营业部回应称，已向旅客表达歉意，并要求代理商停止该名人员服务南航新加坡营业部的资格。[189][190]
- 2023年10月29日9时，中国南方航空CZ3121航班（广州白云-北京大兴）航班在上客期间，机务人员发现有旅客往飞机投掷硬币并立即进行安全检查，在机腹附近区域发现两枚硬币。随即南航决定推迟起飞，对飞机开展全面检查，最终导致航班延误。涉事旅客已被机场公安带走配合调查。[191]
- 2024年2月5日，一名张姓旅客发影片称自己坐轮椅独自乘坐中国南方航空CZ5867航班（由沈阳桃仙国际机场经停武汉天河国际机场，终到西双版纳嘎洒国际机场），由武汉飞往西双版纳，在一周前便向南航申请客舱轮椅服务，并声明无人陪同，客服人员回复需要人员陪同乘机，并让张姓旅客等待回复，不久后收到南航官方短信确认已经预约成功。乘机当日张姓旅客在武汉天河国际机场中国南方航空特殊旅客乘机柜台办理乘机手续时被告知无陪同人员不能申请客舱轮椅，并且收到了“拒绝运输证明”，其中原因一栏指出：“轮椅类型，无陪同，无法运输“。该事件随后在网络发酵，2月7日中国南方航空发布情况说明，称：“2月5日，有行动障碍的旅客因我们的工作失误未能正常成行，对旅客带来的不佳出行体验，我们深表歉意。事件发生后，南航高度重视，第一时间开展调查，已与旅客联系沟通，积极做好后续服务保障。感谢旅客和大家对我们的关注和监督，我们将持续完善相应特殊服务保障流程并加强培训，不断提升旅客服务水平“，张姓旅客随后对记者表示不认可该情况说明，因其未能指出是什么原因导致的工作失误，并且对南航对于特殊旅客的保障相关培训提出质疑。[192]
- 2024年3月6日，南航由三亚飞往北京的CZ8805次航班，因有旅客往飞机投掷硬币，导致航班延误4小时。涉事旅客已被机场公安带走调查。[193]

### 與航班無關
2009年，南航曾在其网站上推出由广州出发的199元系列特价境外机票，价格甚至低于廉价航空公司亚洲航空当天的同一条航线的票价。该系列特价境外机票涉及东南亚、欧洲、美洲、澳洲、台湾及香港，并且往返同价，被部分业者指为低价扰市，几乎伤人又伤己。然而南航回应指出，其推出的特价机票数量有限，而且必须通过网站预定，旨在刺激淡季市场，推广网站预定渠道。
2023年5月23日，有乘客在新加坡樟宜机场搭乘飛機時投訴南方航空的新加坡地勤人员假装听不懂华语，还用三种语言辱骂乘客是狗。南方航空隨即致歉，並要求新加坡代理服务商停止这名员工的服务资格。
2023年11月8日晚，有多名消费者反映南方航空多条成都进出港航线票价低至10-20元，甚至最低0元，直至22时10分左右票价已恢复正常。南航客服表示，当晚20时左右时间段出现的超低价机票是系统错误导致。翌日，南航发布公告称，11月8日晚间在系统异常期间南航售出的所有机票（支付成功并已出票）全部有效，旅客可正常使用。
2024年2月，《新华每日电讯》报道称，南方航空被旅客多次投诉机票无法免费退改，大部分涉及错购机票被收取高额退票费，与中国民航局《关于改进民航票务服务工作的通知》规定“航空公司要合理确定客票退改签收费标准”背道而驰。
2025年3月，南航对已到翻新年限的部分飞机采用由中航工业旗下嘉泰公司生产的JT220E“轻薄型座椅”，官方表示该款座椅“更加节能环保”、“更符合人体工学设计”，同时增加航班座位。但网民并不买账，认为其乘坐体验相当于列车硬座。其生产商随后表示，该款座椅“设计了更贴合人体曲线的座椅支撑结构”，并通过了中国民航局、美国联邦航空管理局和欧洲航空安全局的认证，且早已在C919机型上投入使用，获得40多家航司的订单。

## 竞争
南航在中国境内的竞争对手主要为中国国际航空和中国东方航空，这三大航空公司几乎垄断了中国的航空市场。但由于市场重复投入，竞争程度加剧，并直接导致了恶性价格竞争和行业亏损。其竞争不但没有体现出优胜劣汰的原则，反而造成了国有资产的减值。国际市场上， 双边航空协定为国际航线及外国航空公司进入中国市场设置了壁垒，但航空联盟的发展也导致了加入星空联盟的国航、加入天合联盟的东航（南航曾加入天合联盟，但于2020年退出）间接地参与了竞争。
此外，南航还面临来自铁路的竞争。南航约160条国内航线中，约38条与高速铁路直接竞争，比例接近1/4，受高速铁路的冲击也将最严重。2009年12月26日开通的武广客运专线，实际营运最高平均时速311公里/小时，来往于广州及武汉之间仅需时3小时。南航为此高调宣布开通“武广”空中快线，从当年12月17日起，南航每日将有32个航班分别穿梭于广州和武汉、长沙之间，为旅客提供公交式航空服务。这两条空中快线不仅在价格上打折扣，而且在候机、候检、行李提取上亦作简化，欲与高铁争夺客源。而到了2011年的5月，南航启用新的夏秋时刻表后，广州和长沙之间的航班每周缩减至50班（平均每天约7班），广州和武汉之间的航班每周则缩减至78班（平均每天约11班）。
2020年发生新冠疫情后至今，中国民用航空局发布规定，允许延误航班进行调时，起飞前六小时获批的调时航班不计入航班不正常统计内，而南航成为中国国内航空公司中滥用“调时”制度最严重的航空公司，每年春夏之交华南雨季期间，南航大批国内航班均会调时，航班取消率也高于同时段其他航空公司，严重影响旅客出行时间安排，也让南航在与高铁和其他航空公司的竞争中处于劣势。

## 营运数据
| 年份 | 收费客公里 (百万RPK) | 收费吨公里 (百万RTK) | 载客人次 (千) | 载货吨数 (千) | 总收入 (百万RMB) | 净收入 (百万RMB) |
| ---- | -------------------- | -------------------- | ------------- | ------------- | ---------------- | ---------------- |
| 2022 | 102,077              | 16,384               | 62,636        | 1,327         | 87,059           | -32,699          |
| 2021 | 152,426              | 21,209               | 98,505        | 1,442         | 101,644          | -12,106          |
| 2020 | 153,440              | 20,805               | 96,856        | 1,461         | 92,561           | -10,847          |
| 2019 | 284,921              | 32,625               | 151,632       | 1,764         | 154,322          | 2,640            |
| 2018 | 259,194              | 30,334               | 139,885       | 1,732         | 143,623          | 2,895            |
| 2017 | 230,697              | 27,321               | 126,299       | 1,672         | 127,806          | 5,961            |
| 2016 | 206,106              | 24,387               | 114,618       | 1,613         | 114,981          | 5,044            |
| 2015 | 189,588              | 22,388               | 109,422       | 1,512         | 111,652          | 3,736            |
| 2014 | 166,629              | 19,780               | 100,919       | 1,433         | 108,584          | 1,777            |
| 2013 | 148,417              | 17,469               | 91,791        | 1,276         | 98,547           | 1,986            |
| 2012 | 135,535              | 16,160               | 86,485        | 1,232         | 99,514           | 2,619            |
| 2011 | 122,344              | 14,461               | 80,677        | 1,135         | 90,395           | 5,075            |
| 2010 | 111,328              | 13,104               | 76,456        | 1,117         | 76,495           | 6,286            |
| 2009 | 93,002               | 10,067               | 66,281        | 862           | 54,802           | 1,440            |
| 2008 | 83,184               | 9,200                | 58,237        | 835           | 55,288           | -6,538           |
| 2007 | 81,727               | 9,250                | 56,903        | 872           | 54,401           | 1,575            |
| 2006 | 69,582               | 8,071                | 49,206        | 819           | 46,219           | 312              |
| 2005 | 61,923               | 7,284                | 44,119        | 775           | 38,293           | -1,305           |
| 2004 | 37,196               | 4,663                | 28,207        | 545           | 23,974           | 909              |
| 2003 | 26,387               | 3,561                | 20,470        | 464           | 17,470           | 456              |
| 2002 | 28,940               | 3,614                | 21,493        | 470           | 15,993           | 2,026            |
| 2001 | 25,057               | 3,034                | 19,121        | 398           | 16,880           | 1,401            |
| 2000 | 21,653               | 2,613                | 16,851        | 353           | 15,178           | 1,182            |
| 1999 | 18,685               | 2,003                | 15,112        | 391           | 13,230           | 1,850            |
| 1998 | 18,261               | 1,915                | 15,052        | 348           | 11,849           | 590              |

RPK：飞行公里数乘以所运载乘客的数量

RTK：飞行公里数乘以所运载吨位载运量

## 外部連結
- 中國南方航空
- 中國南方航空股份公司全球官方网站